# Stuttgarter Fernsehturm
Der Stuttgarter Fernsehturm ist ein 216,6 Meter hoher Fernseh- und Aussichtsturm auf dem Gipfel des Hohen Bopsers in der baden-württembergischen Landeshauptstadt Stuttgart. Der 1956 eröffnete Turm wurde zum Wahrzeichen der Stadt und stellt baulich wie architektonisch den Beginn einer neuen Ära im Turmbau dar, da er als erster seiner Art aus Stahlbeton besteht, einen vom Schaft auskragenden Turmkorb unterhalb der Antenne besitzt und in vertikaler Kragarmbauweise errichtet wurde.
Neben der baulichen Innovation war die erfolgreiche wirtschaftliche Nutzung eines Restaurantbetriebes und einer Aussichtsplattform Wegbereiter für eine weltweite Turmbauwelle. Er wurde zum Symbol des Süddeutschen Rundfunks, der sich als Betreiber und Eigentümer verantwortlich zeigte. Aufgrund seiner herausragenden baulichen Bedeutung erhielt er bereits 1959 einen Architekturpreis und 2009 den von der Bundesingenieurkammer verliehenen Titel Historisches Wahrzeichen der Ingenieurbaukunst in Deutschland. Zudem ist er 1986 in die Liste der Kulturdenkmäler aufgenommen worden.
Der für die Öffentlichkeit nicht zugängliche Stuttgarter Fernmeldeturm steht etwa 1,5 Kilometer nordöstlich des Fernsehturms auf dem 462,2 m ü. NN hohen Frauenkopf.

## Geschichte

### Hintergrund
Zu Beginn des regelmäßigen Fernseh-Sendebetriebs an Weihnachten 1952 (siehe auch: Geschichte des Fernsehens in Deutschland) war die fernsehtechnische Versorgung im Südwesten Deutschlands noch sehr unzureichend. Im Raum Stuttgart konnten die wenigen Fernsehteilnehmer seinerzeit nur den rund 100 km entfernt in Rheinland-Pfalz stehenden und erst 1953 errichteten Sender Weinbiet des Südwestfunks (SWF) empfangen. Wenn überhaupt möglich, war dies speziell außerhalb der Höhenlagen des Stuttgarter Talkessels oft nur mit aufwändigen Spezialantennen zu erreichen, was sich insbesondere bei der ersten internationalen Direktübertragung der Fernsehgeschichte, der Krönung von Elisabeth II. am 2. Juni 1953, negativ bemerkbar machte. Am 11. August 1953 fragte das Heidelberger Tagblatt daher ironisch: „Ist Fernsehen Glückssache?“ Auch der Empfang des auf UKW vom Sender Degerloch ausgestrahlten Hörfunks war in der Umgebung der Landeshauptstadt nicht überall zufriedenstellend.
Dieser Missstände war sich der Süddeutsche Rundfunk (SDR) von Anfang an bewusst und stellte daher bereits am 5. Januar 1953 beim Innenministerium Baden-Württembergs einen Antrag, für einen Fernseh-Grundnetzsender auf dem 485,2 m ü. NHN hohen Bopser einen rund 200 m hohen Stahlgittermast errichten zu dürfen. Der 200.000 Mark teure Mast sollte dreiseitig mit Pardunen gesichert werden und bis zur Fußball-WM 1954 fertiggestellt sein. Durch den hohen Standort sollte die breite Abdeckung des Stuttgarter Talkessels gewährleistet werden. Das Genehmigungsverfahren hierzu geriet ins Stocken, da das Hauptquartier der 12. US-Luftflotte befürchtete, dass ihre bei Leonberg stehende UKW-Relaisstation gestört werden könnte.

### Planung und Projektierung
Der als Brücken- und Hochbauingenieur tätige Fritz Leonhardt erfuhr von diesen Plänen und hatte technische und ästhetische Bedenken gegen das Vorhaben. Aus diesem Grund setzte er sich mit Helmut Rupp, dem Technischen Direktor des SDR, in Verbindung und schlug ihm vor, dass man den Zweckbau mit einer Aussichtsplattform nebst Café ergänzen könne. Am 27. Mai 1953 schickte Leonhardt an Rupp verschiedene Planskizzen, die mehrere Möglichkeiten eines nicht abgespannten Turms zeigten. Einige Tage später suchte Leonhardt das Gespräch mit dem Stuttgarter Oberbürgermeister Arnulf Klett, um ihm zusammen mit Rupp sein Vorhaben zu präsentieren und eine mögliche finanzielle Beteiligung der Stadt auszuloten. In einem begleitenden Brief führte er dazu aus, dass:

„[…] der vorgeschlagene Sendeturm mit Gaststätte in schwindelnder Höhe eine einmalige Attraktion für die Stadt Stuttgart würde. Der Unterschied in der architektonischen Wirkung des freistehenden Betonmastes gegenüber einem Stahlgittermast ist so groß, dass er der Stadt Stuttgart einen gewissen Zuschuss wert sein dürfte.“

Leonhardts Idee sah ursprünglich einen dreigeschossigen, nach unten abgestuften Turmkorb an einem sich verjüngenden Turmschaft vor, der oberhalb des Turmkorbs einen schmalen Fortsatz findet, in den eine Stahlantenne mündet. Der Entwurf vom 8. Juni 1953 sah eine Turmhöhe von 203,5 Metern und einen Schaftdurchmesser an der Basis von 8 Metern vor. Die Aussichtsplattform sollte einen Durchmesser von 17 Metern aufweisen. Die folgenden Beratungen zwischen dem SDR als Bauherrn, der Stadt Stuttgart und Leonhardt schritten so weit voran, dass das Projekt immer größere Dimensionen erlangte. Um den Energieverlust von bis zu 20 % zu verringern, wollte man den Fernsehsender direkt im Turmkorb unterbringen. Das Restaurant sollte ausreichend bemessen sein, damit es sich finanziell lohne. Neben einem eigenen Sendergeschoss sollte ein drittes Restaurantgeschoss mit Raum für Küche und Toiletten entstehen. Die Stadt ging noch einen Schritt weiter und schlug vor, den Turm auf ein mehrgeschossiges Hotel zu setzen. Am 13. Juni 1953 wurde durch die Stuttgarter Nachrichten die Öffentlichkeit informiert. Das Blatt veröffentlichte eine nicht ganz zutreffende Entwurfsskizze, in der der Turmkorb sich wie ein Kelchglas nach oben hin weitet – eine Form, die Jahrzehnte später, Anfang der 1980er Jahre, im Düsseldorfer Rheinturm verwirklicht wurde.
Die öffentlichen Reaktionen auf das Bauvorhaben waren skeptisch bis ablehnend. Der Stuttgarter Gemeinderat befürchtete ein finanzielles Fiasko und Heimatschützer eine Störung des Landschaftsbildes, weshalb sie Einspruch gegen die Schmälerung der Waldfläche erhoben. Nach monatelangen, ergebnislosen Verhandlungen mit der Stadt beschloss der Verwaltungsrat des SDR am 2. Mai 1954, den Turm aus eigenen Mitteln zu finanzieren. Die Landeshauptstadt kam der Rundfunkgesellschaft allerdings insofern entgegen, als sie das benötigte Baugrundstück als Erbbaurecht zur Verfügung stellte und die notwendigen Straßen und Plätze anlegte.
Das Büro von Leonhardt nahm die Ausarbeitung des Projektes auf und legte am 13. Mai 1954 den endgültigen Entwurf vor. Der neue Entwurf berücksichtigte durch einen größeren Turmkorb die entsprechenden Anforderungen. Fritz Leonhardt war nicht nur für den konstruktiven Entwurf und seine Berechnung des Fernsehturms verantwortlich, sondern auch für seine Architektur. In den ersten Jahrzehnten nach der Fertigstellung wurde immer wieder die äußere Gestaltung fälschlicherweise anderen Architekten zugeschrieben. Zum Projekt wurde der Architekt Erwin Heinle hinzugezogen, der neben der Planung der Innenraumgestaltung im Turmkorb und im Gebäude am Turmfuß auch für die künstlerische, technische sowie geschäftliche Oberleitung verantwortlich war. Die innenarchitektonische Gestaltung selbst nahm Herta-Maria Witzemann vor. Für die Bauarbeiten bildeten die Firmen Wayss & Freytag und das Stuttgarter Bauunternehmen Gustav Epple eine Arbeitsgemeinschaft.

### Bau

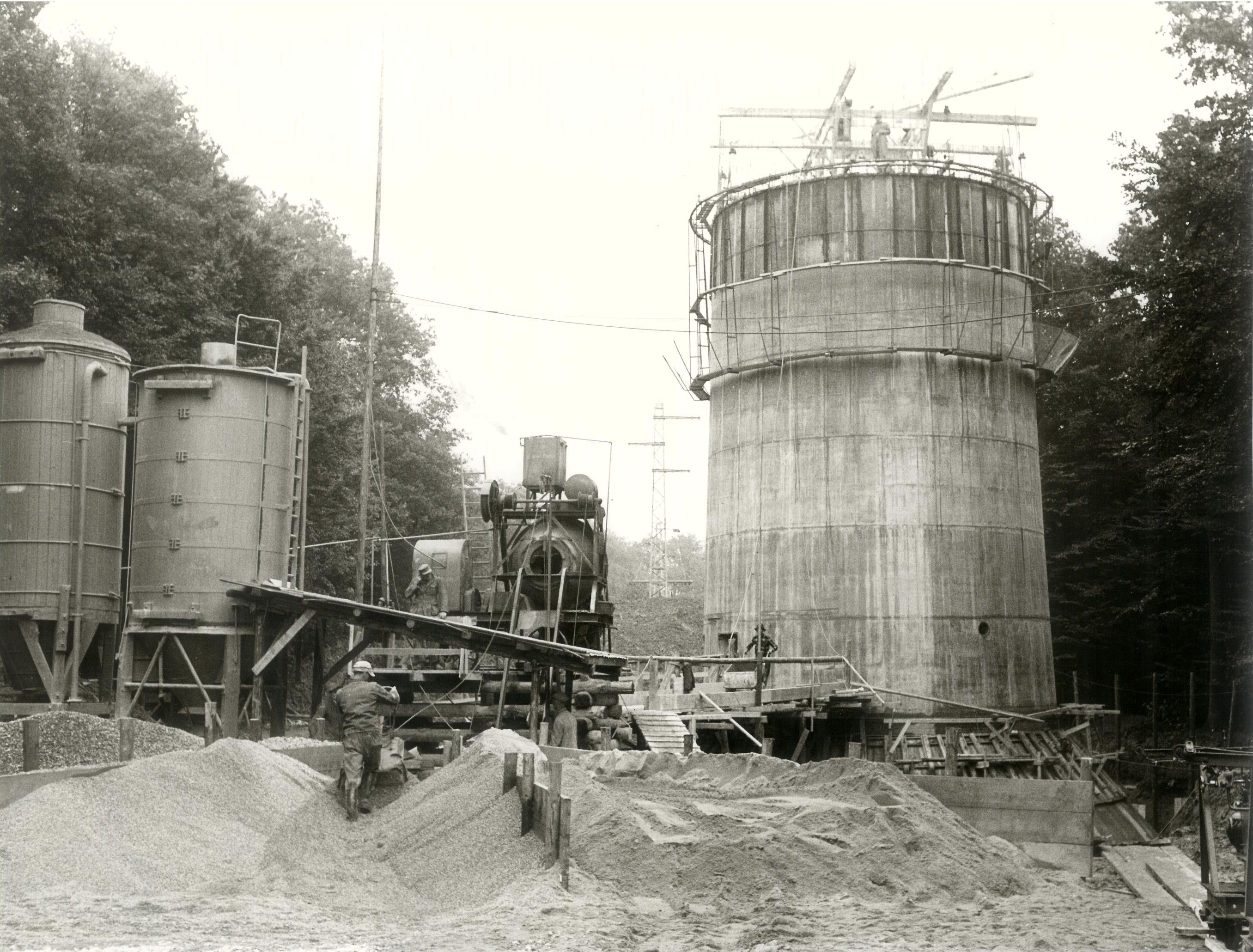
Bauarbeiten am Fundament und begonnenem Schaft am 12. Oktober 1954

Nachdem am 9. Juni 1954 der SDR die vorläufige Baugenehmigung erhalten hatte, wurde am nächsten Tag um 15 Uhr der erste Spatenstich durch den damaligen Intendanten Fritz Eberhard vollzogen. In den nächsten Tagen hoben die Bagger eine 8,4 m tiefe und 30 m im Durchmesser große Grube für das Fundament aus. Untersuchungen durch einen Sachverständigen im Vorfeld ergaben, dass der Baugrund aus festem, grau-blauem, von Kalksteinbänken durchsetztem Lias-Schieferton bestand und damit so gute Voraussetzungen für das Fundament bot, dass ein einseitiges Nachgeben des Untergrundes ausgeschlossen werden konnte. Damit erübrigte sich auch der kostspielige Einsatz von Justierungspressen. Allerdings wurde der feste, kalkhaltige Schieferton infolge Wasserzutritts weich, so dass nach dem Aushub Entwässerungsgräben gelegt werden mussten, um das Regenwasser zu sammeln und anschließend abzupumpen. Die letzten 15 Zentimeter der Aushubarbeiten wurden unter einer Zeltabdeckung im Trockenen vollzogen. Nachdem die Sauberkeitsschicht fertiggestellt war, konnte die Bodenplatte etwa 60 bis 70 Zentimeter über dem Grund geschalt werden.

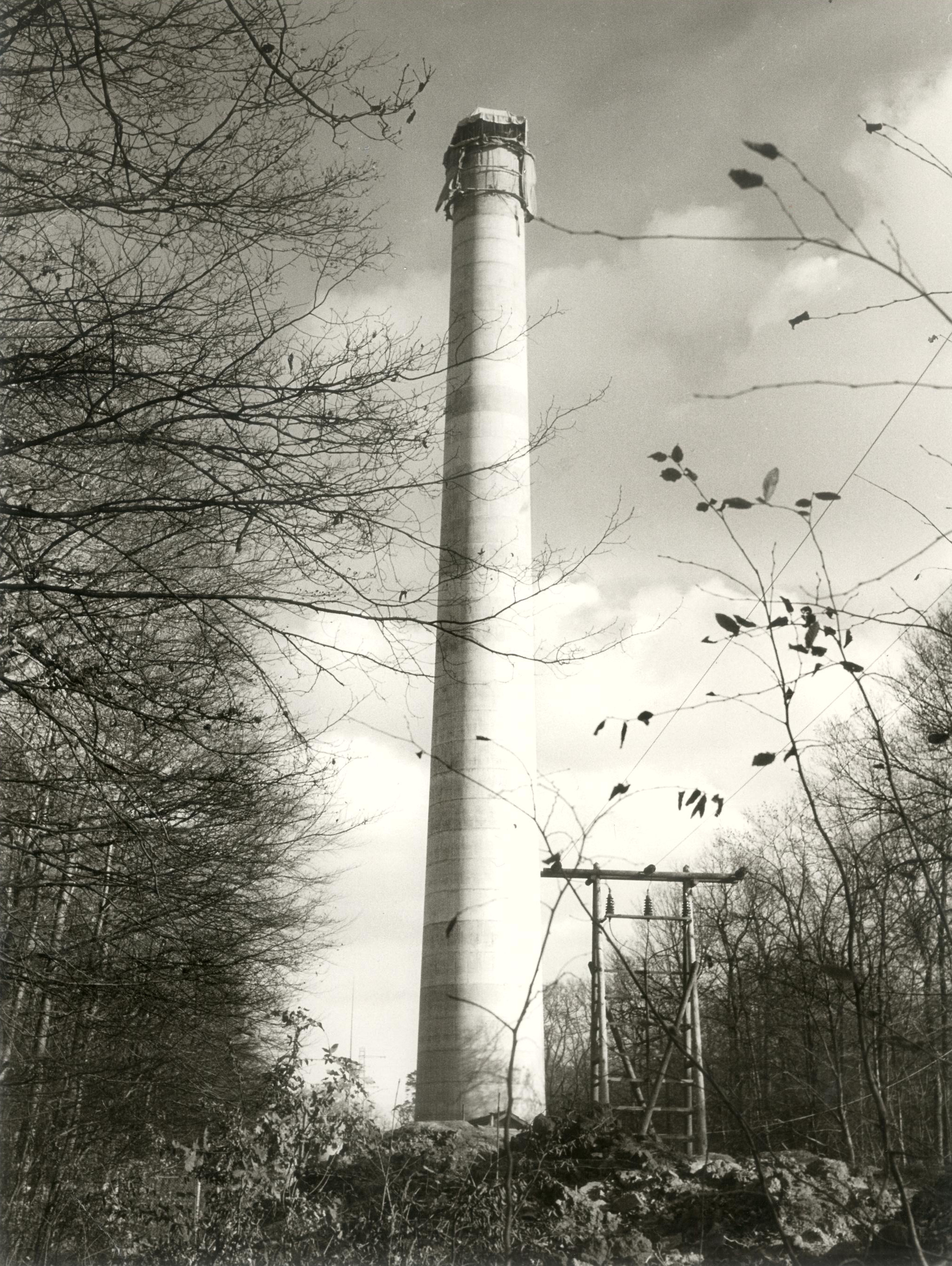
Der Turmschaft im Rohbau

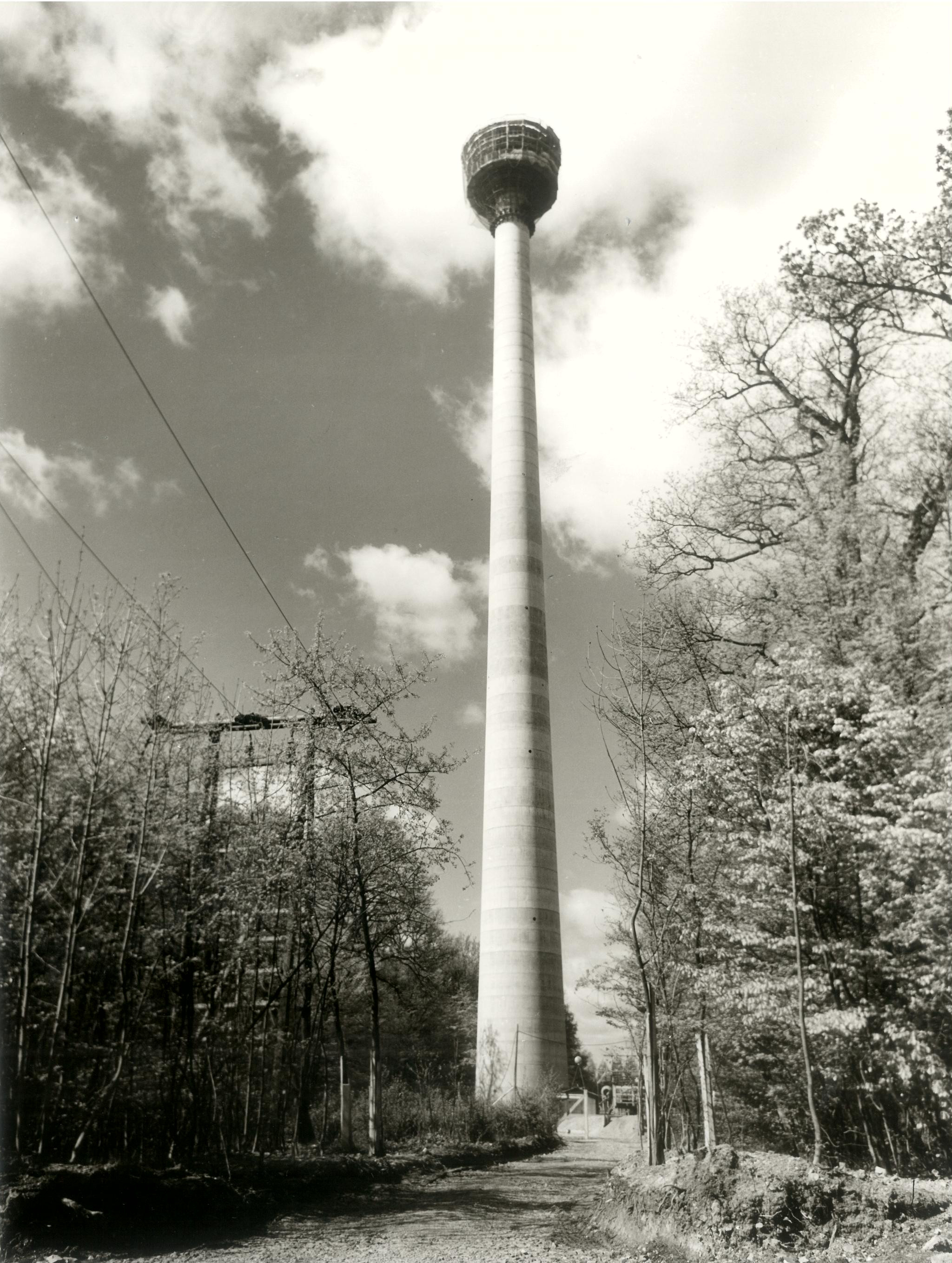
Turmkorb im Rohbau (Frühjahr 1955)

Nach den Fundamentarbeiten folgte die Errichtung des Turmschafts mittels Kletterschalung. Nach einer kurzen Einlaufzeit wuchs der Turm täglich um 2,50 m. Der sich verändernde Schaftdurchmesser wurde mit Hilfe von Schraubspindeln eingestellt. Wegen des überaus nassen Wetters im Sommer 1954 geriet der Bau um rund 32 Tage in Rückstand und erreichte erst am 19. Oktober die 35-Meter-Marke. Die rechtzeitige Fertigstellung, zur Eröffnung der Landesausstellung am 1. Juli 1955, bei welcher man den Turm als eine Hauptattraktion anpreisen wollte, schien nicht mehr gesichert zu sein. Der darauf folgende überaus frostreiche Winter brachte zusätzliche Probleme mit sich. Um den frischen Beton vor zu tiefen Temperaturen zu schützen, wurden zusätzliche Glasfaserplatten an die Schalbleche geklebt und der obere Teil des Turmstumpfs in eine Zeltplane gehüllt. Damit im Inneren die Temperatur des Betons vor seiner Erhärtung nicht unter 12 Grad Celsius fiel, wurden zusätzlich Ölbrenner zur Wärmeerzeugung aufgestellt. So erreichte das Bauwerk am 21. Dezember 1954 eine Höhe von 136 Metern. Aufgrund des andauernden widrigen Wetters wurden die Außenarbeiten von Ende Dezember 1954 bis Mitte März 1955 eingestellt und ausschließlich die Innenarbeiten fortgesetzt.
Während der Wintermonate reiste Erwin Heinle zusammen mit seinem Berater Linge von der Technischen Hochschule Karlsruhe zum Pariser Eiffelturm und Berliner Funkturm, um sich dort die Restaurants anzuschauen. Sie sollten erörtern, ob die dort eingebauten Klimaanlagen auch für den Stuttgarter Fernsehturm notwendig seien, und entschieden sich schließlich für den Einbau.
Mitte März wurde der Turmkorb auf den Schaft aufgesetzt. Dazu wurden 20 Stahlkonsolen um den Schaft montiert, auf die die Ausleger für die Verschalung des Korbbodens gestützt wurde. Auf die Ausleger wurde ein Gerüst aus Kanthölzern aufgesetzt, welche die Schalungsbretter trugen. Diese Phase ließ die Kosten und die Arbeitsgeschwindigkeit aus dem Ruder laufen, da mangels Erfahrung die Auswirkungen der Höhe und die Beeinflussung durch das Wetter nicht einzuschätzen waren. Neben den Wetterverhältnissen kam es zu weiteren Hindernissen. Am 19. April 1955 beschwerte sich Leonhardt schriftlich bei der Arbeitsgemeinschaft Epple und Wayss & Freytag darüber, dass die Erdaufschüttung nicht gleichmäßig betrieben worden sei und sich der Turm dadurch um rund 40 Millimeter nach Südwesten gesetzt habe, und forderte die sofortige Zuschüttung der Baugrube. Heinle stellte mehrfach fest, dass die Baustelle mit nur etwa 70 Mann besetzt war, obwohl 85 Arbeiter vereinbart waren.
| Doch verging noch manche Weile, Bis der Turm in jedem Teile Diskutiert und finanziert. Schließlich, als ein Jahr zerronnen, hat man mutig ihn begonnen Und von da ab hat's pressiert. |

Ende Juni 1955 waren die Arbeiten am Turmkorb abgeschlossen.
Um den im Bau befindlichen Turm nicht unvertretbaren Windbelastungen auszusetzen, durfte entweder der unverkleidete Turmkorb ohne Gittermast oder der verkleidete Turmkorb mit Gittermast Stürmen ausgesetzt werden. Dadurch war man zu einem doppelgleisigen und damit gefährlicheren Bauablauf gezwungen. Die Teile wurden mit einem auf dem Korbdach montierten Derrickkran hochgehievt. Die Einzelteile für den Gittermast wogen bis zu zwei Tonnen; das letzte Stück des Mastes wurde am 17. August hinaufbefördert. Am 23. August 1955 konnte das Richtfest begangen werden.
Am 7. September kam es infolge eines herabstürzenden Kabels zu einem Arbeitsunfall. Der verunglückte Arbeiter musste für fünf Tage krankgeschrieben werden. Dies blieb jedoch der einzige nennenswerte Unfall während der Bauphase. Da der Ausbau des Sendergeschosses bereits vollzogen war, konnte am 29. Oktober 1955 mit der Ausstrahlung von Fernsehsendungen begonnen werden (und damit noch vor der offiziellen Eröffnung des Turmbauwerks).
Der Einbau der Aufzüge bereitete aufgrund der tagsüber signifikanten Wärmeausdehnung des Turmbauwerks – der Turmkorb bewegte sich bis zu 17 Zentimeter zur Schattenseite hin – Probleme bei der Justierung der Führungsschienen. Aus diesem Grund mussten die Justierungsarbeiten nachts vorgenommen werden, die Befestigungsarbeiten konnten danach wie im Normalfall tagsüber geschehen. Bis zur Fertigstellung der Fahrstühle transportierte ein einfacher Lastenaufzug Bauteile und Personen bis zur Spitze. Am 31. Dezember 1955 ließ sich sogar Oberbürgermeister Klett mit seiner Frau auf diesem Weg den Turm zeigen. Am 27. Januar 1956 legten die Bauarbeiter kurz vor der Fertigstellung für anderthalb Stunden die Arbeit nieder und protestierten dagegen, dass sie für den Weg nach oben die Treppen benutzen mussten, während die „Herren der Sendertechnik“ den bequemen Weg über die Freiluftgondel verwenden durften.
Zum Errichtungszeitpunkt hatte der Turm eine Höhe von 211,96 Metern. Damit war er das höchste nicht abgespannte Bauwerk des Landes Baden-Württemberg und ist bis heute der zweithöchste Fernsehturm in Baden-Württemberg und neben dem Mannheimer Fernmeldeturm einer von zwei mit öffentlicher Aussichtsplattform.

### Kostensituation und Versuche der Vermarktung
In der Schlussrechnung kostete der Fernsehturm 4.019.712 DM, das entspricht einem heutigen, inflationsbereinigten Gegenwert von etwa 12,3 Millionen Euro. Mit den Nebengebäuden eingerechnet waren es 4,29 Millionen, darunter rund 836.000 Mark für die Inneneinrichtung und 109.000 Mark für die technischen Einrichtungen. Damit war der Turm mehr als doppelt so teuer wie zu Beginn geplant, als der Bauherr noch von Gesamtkosten in Höhe von 1,8 Millionen Mark ausgegangen war. Bereits die Rohbaukosten stiegen um 125.000 auf 685.000 Mark, was Fritz Leonhardt Ende 1954 in einem Schreiben an den Direktor des SDR mit dem Mehrverbrauch an Material erklärte: dieser höhere Aufwand sei nach den statischen Berechnungen für die Fundamente und Kegelschalen, welche erst nach der Ausschreibung und Vergabe fertiggestellt werden konnten, notwendig geworden. Zur Senkung der Kosten wurden verschiedene Maßnahmen geprüft. Die Verkleinerung des Besucherbereichs hätte zwangsläufig zu einer geringeren Rentabilität geführt, was sich wiederum auf die mittel- bis langfristigen Kosten negativ ausgewirkt hätte.
Man prüfte sogar, ob man den Mast des Turms als Aufsatz für einen zehn Meter im Durchmesser messenden Mercedes-Stern verwenden könne, um damit Werbeeinnahmen zu generieren. Obwohl Ähnliches bereits 1952 am Bahnhofsturm des Stuttgarter Hauptbahnhof erfolgreich umgesetzt wurde, verwarf man die Idee ebenso wie andere Vermarktungsideen. Weitere in Stuttgart ansässige Firmen wie Bosch oder AEG zog man in die Überlegungen mit ein, Teile des Turms mit einer Marken- oder Produktwerbung zu versehen. Ein Vorschlag zur Nutzung als Reklamefläche sah vor, den Turmkorb als Joghurtbecher umzugestalten. Meist sprachen bauliche Gründe gegen die Ideen. Mittlerweile scheitern derartige Vorhaben an ästhetischen oder denkmalschützerischen Gesichtspunkten. Der prominenteste Turm, in den man in seiner baulichen Struktur Werbeelemente integriert hat, ist der Wiener Donauturm.

### Seit der Eröffnung

#### Eröffnung und Inbetriebnahme
Am 5. Februar 1956 eröffnete Intendant Eberhard das Bauwerk feierlich und äußerte den Wunsch, „Möge der Turm […] dazu helfen, die Menschen in der ganzen Welt einander näherzubringen.“ Für den Ingenieur Fritz Leonhardt sah das Protokoll nicht vor, eine Rede zu halten, obwohl er ausdrücklich darum gebeten hatte. Sogar sein zu diesem Anlass reservierter Platz war besetzt, so dass er im unteren Restaurant Platz nehmen musste. Als Wiedergutmachung veranlasste der SDR-Intendant für Leonhardt einen lebenslang gültigen Ausweis zum kostenlosen Besuch des Turms. Für die Öffentlichkeit war der Turm ab dem 7. Februar zugänglich. Der Eintritt kostete damals für Erwachsene 1,50 Mark und für Kinder 70 Pfennig. Der damalige Bundespräsident Theodor Heuss besuchte im Eröffnungsjahr am 5. Mai den Fernsehturm. Nachdem man bereits vor Eröffnung mit der Ausstrahlung des Fernsehprogramms begonnen hatte, nahm der UKW-Sendebetrieb am 25. Mai seinen Betrieb auf. Der damit überflüssig gewordene Sendeturm in Degerloch-Hoffeld wurde abgetragen und verschrottet.

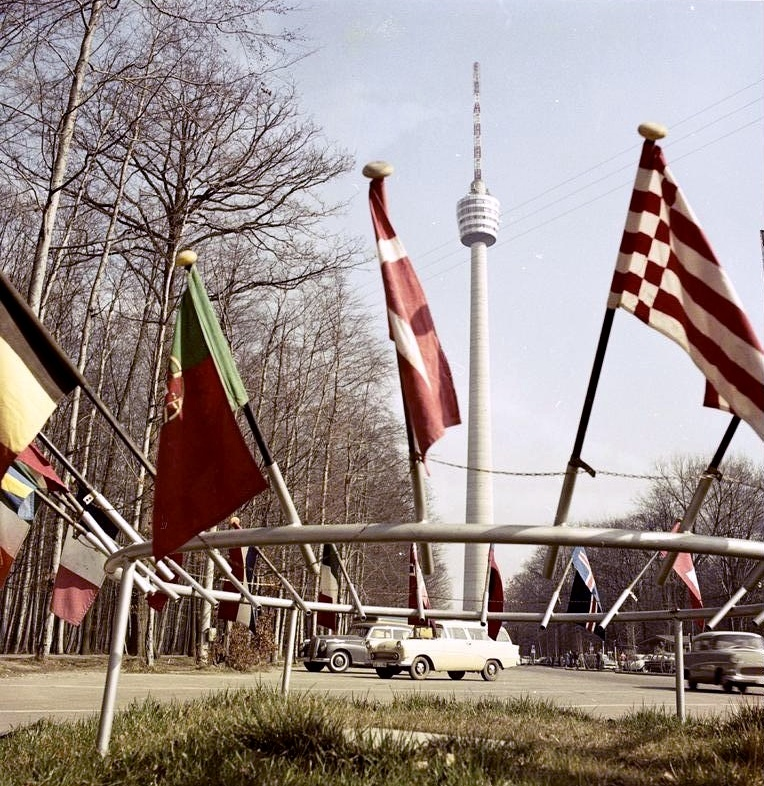
Stuttgarter Fernsehturm 1961

Im Eröffnungsjahr besuchten 876.809 Menschen den Fernsehturm Stuttgart; die abgeführte Pacht betrug über 750.000 Mark. Statt eines erwarteten Defizits in den ersten zehn Jahren konnte der SDR in dieser Zeit aufgrund der vergleichsweise auf diesem Niveau sich stabil haltenden Besucherzahlen eine Pachteinnahme von 6,6 Millionen Mark verbuchen. Die kalkulierten Einnahmen der Rundfunkgebühren mussten nicht verwendet werden, wodurch der Turm damit praktisch bezahlt war.
Nach mehreren Suiziden durch Stürze von der Aussichtsplattform wurde dort am 20. Dezember 1958 ein zusätzliches Schutzgitter angebracht. Der am 19. November 1959 erstmals durch die Stadt Stuttgart vergebene Paul-Bonatz-Architekturpreis wird in der Kategorie Ingenieurbauten dem Fernsehturm zugesprochen.
Zu den herausragenden Persönlichkeiten, die das Bauwerk besuchten, zählen die britische Königin Elisabeth II. und Prinz Philip. Die Stadt lud die Monarchin und ihren Gemahl am 24. Mai 1965 zu einem Empfang im Fernsehturm, wo sie sich ins Goldene Buch der Stadt eintrugen. Das Ereignis wurde in einer mehrstündigen Übertragung vom SDR live gesendet und von rund 500.000 Schaulustigen begleitet.
Am 16. Dezember 1965 wurde eine neue leistungsfähigere Fernsehsendeanlage in Betrieb genommen. Damit einher ging die Masterhöhung von 211,96 auf 216,61 Meter. 1967 wurde ein neuer Sender für das Farbfernsehen in den Turm eingebaut, welches offiziell vom damaligen Vizekanzler Willy Brandt auf der 25. Großen Deutschen Funk-Ausstellung in Berlin über einen roten Knopf gestartet wurde. Über Probleme beim Brandschutz und fehlende Rettungswege ist schon im Jahr 1968 diskutiert worden: Am 8. Juli 1968 war im Turmkorb des 217 Meter hohen Turms ein Feuer ausgebrochen, die Löschwasserpumpen versagten. Nur weil der Schwelbrand im Restaurant mangels Sauerstoff erstickte, kam es nicht zur Katastrophe.

#### Renovierungen und Wandel in der Nutzung

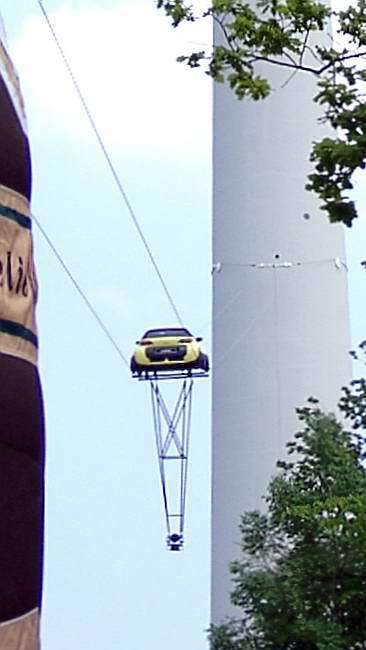
Johann Traber auf seinem Smart am Fernsehturm

Seit den 1980er Jahren wurde der Stuttgarter Fernsehturm immer wieder in unterschiedlichen Abschnitten renoviert und saniert. Im Sommer 1983 endete eine neunmonatige Renovierungsarbeit. Am 18. Dezember 1986 wurde der Stuttgarter Fernsehturm zum Kulturdenkmal von besonderer Bedeutung nach § 12 des Denkmalschutzgesetzes erklärt.
1994 wurde der gesamte Turmschaft saniert und die wetterbedingten Einflüsse behandelt. Der Betonschaft erhielt einen neuen Anstrich. An den Arbeiten beteiligte sich Fritz Leonhardt und er nahm aktiv an der Planung der Sanierung teil.
Am 12. Mai 1993 ließ der slowenische Künstler Branko Šmon (* 1955) die Windkunstinstallation Inter-Info am Schaft des Stuttgarter Fernsehturms anbringen. Dazu wurden riesige, leuchtend rote Windhosen am Schaft befestigt, die sich abhängig von Windstärke und -richtung bewegten. 1996 feierte der SDR am Turm das 40-jährige Jubiläum und begrüßte den 22.222.222. Gast zum historischen Aufzugsfahrpreis von 1,50 DM.
Im Juni 2001 sowie im Folgejahr sprang der Fallschirmweltmeister Klaus Renz mit einer internationalen Gruppe von Base-Jumpern vom Fernsehturm. Das Spektakel wurde von mehreren Tausend Schaulustigen begleitet.
Am 20. Mai 2004 fuhr der Hochseilartist Johann Traber mit einem auf Spezialfelgen umgerüsteten Smart auf einem Stahlseil entlang, welches am Schaft des Turms befestigt war. Auf dem Fahrzeug, welches sich in 53 Meter Höhe bewegte, vollführte er verschiedene artistische Kunststücke. Das Ereignis lockte 6000 Zuschauer an.

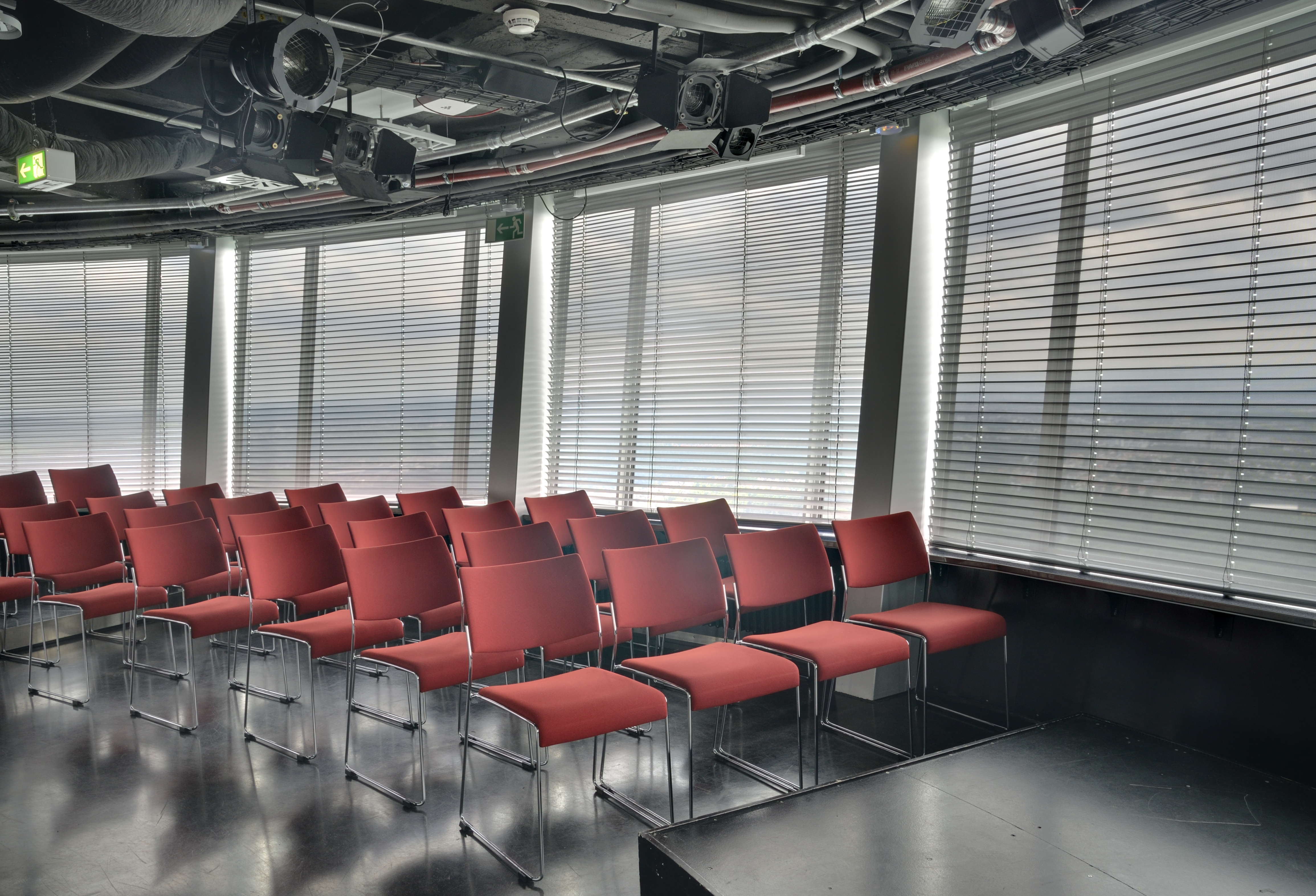
Veranstaltungsebene mit Bühne

Zwischen April und November 2005 wurde für 3,4 Millionen Euro die Aluminiumfassade des Turmkorbs saniert. Dies war notwendig geworden, da sie korrosionsbedingte Abnutzungen zeigte. Dazu wurde ein 40 Tonnen schweres Sondergerüst auf 150 Meter Höhe angebracht. In einem Nachbau im Maßstab 1:10 wurde in einem Windkanal getestet, ob der Fernsehturm Jahrhundertstürme wie zum Beispiel den Orkan Lothar Ende der 1990er Jahre schadlos überstehen kann. Im Juli 2006 wurde die Übertragung von Fernsehprogrammen eingestellt; sie wurde durch den nahe gelegenen Stuttgarter Fernmeldeturm sichergestellt. Der SWR verwendet seither den Turm nur noch als Sender für die Radioprogramme sowie für Polizei- und Richtfunkdienste.
Seit November 2006 wird der Turm für Theateraufführungen und andere Veranstaltungen genutzt. Die Schauspielbühnen Stuttgart führen als „Theater über den Wolken“ regelmäßig Produktionen auf. Die Veranstaltungsfläche im zweiten Turmgeschoss auf 144 Meter Höhe – dem ehemaligen Restaurantteil – kann für verschiedene Anlässe angemietet werden. Darüber hinaus kann im Turmkorb geheiratet werden.
Zum 100. Geburtstag des Erbauers Fritz Leonhardt am 11. Juli 2009 erhielt der Turm den Titel Historisches Wahrzeichen der Ingenieurbaukunst in Deutschland verliehen. Den Preis, der von der Bundesingenieurkammer jährlich einem Bauwerk in Deutschland verliehen wird, erhielt der Erbauer posthum für seine neuartige und zunächst umstrittene Idee des konstruktiv-ästhetischen Ansatzes. Die architektonische Leistung Leonhardts, den Turmkorb gleichsam schweben zu lassen, sei eine herausragende Arbeit und nicht selbstverständlich für ein Ingenieurbauwerk. Zum Festakt wurde am Fuße des Turmschafts eine Gedenktafel eingeweiht.

#### Schließung und Wiedereröffnung
Am 28. März 2013 wurde der Fernsehturm aus Brandschutzgründen für Besucher geschlossen. Eine Wiedereröffnung galt zunächst als ungewiss. Während der Schließung betrug der jährliche Verlust 1,2 Mio. Euro. Im Februar 2014 wurde die sicherheitstechnische Nachrüstung beschlossen. Für die Kosten, die der Turmbetreiber SWR Media und die Stadt sich teilten, wurden 1,2 Mio. Euro veranschlagt. Am 29. September 2014 erteilte die Stadt Stuttgart die Baugenehmigung. Dabei wurde bekannt gegeben, dass die geschätzten Kosten auf 1,8 Mio. Euro steigen.
Am 29. Januar 2016 wurde der Aussichtsturm neu eröffnet; am darauffolgenden Tag war er für die Öffentlichkeit wieder zugänglich. Am ersten Wochenende nach der Wiedereröffnung besuchten 3815 Menschen den Turm. Maximal 320 Besucher gleichzeitig sind auf der Aussichtsplattform zulässig.
Seit Oktober 2016 gibt es die Augmented-Reality-App „Fernsehturm 360 Grad“, welche die Sehenswürdigkeiten und Kommunen anzeigt, in deren Richtung man gerade blickt.
Der Stuttgarter Fernsehturm soll in die Tentativliste zur Bewerbung als Weltkulturerbe der UNESCO aufgenommen werden.

## Architektur und Bautechnik

### Lage und Umgebung
Der Stuttgarter Fernsehturm steht südöstlich der Stuttgarter Innenstadt auf einer bewaldeten Fläche des 485,2 m ü. NHN hohen Bergs Bopser (auch Hoher Bopser genannt), des höchsten Bergs der Hochebene Filder. Sein Standort liegt rund 650 Meter nordöstlich der Bergspitze auf 483 m ü. NN Höhe. Die Linie U15 der Stadtbahn Stuttgart hat eine ihrer Endhaltestellen am Fernsehturm. Zusätzlich halten dort die Linien U7 und U8 der Stadtbahn Stuttgart. Südlich des Fernsehturms befindet sich das Sportzentrum Waldau im gleichnamigen Stadtteil des Bezirks Degerloch. Etwa 1,5 Kilometer nordöstlich des Fernsehturms steht auf dem 462,2 m ü. NN hohen Frauenkopf der 192,4 Meter hohe Stuttgarter Fernmeldeturm, der aber für die Öffentlichkeit nicht zugänglich ist.

### Allgemeiner Aufbau und Materialien
Die dreigliedrige Architektur des Stuttgarter Fernsehturms zeichnet sich durch ein Minimum an charakteristischen Linien aus. Der Turmschaft verjüngt sich nach oben – optisch kaum wahrnehmbar – in einem parabelförmig gekrümmten Anlauf. Der Schaft ist bis auf die netzartig ausgebildeten Abdrücke der Kletterschalung nicht weiter strukturiert oder profiliert. Am oberen Ende des Schafts wird der mehrgeschossige Turmkorb getragen, der entgegen der Verlaufsform des Schafts von unten nach oben leicht auseinanderstrebt und damit in den oberen Geschossen breiter wird. Seine vier dunkel erscheinenden Fensterreihen setzen sich von der hellen Aluminiumaußenhaut ab. Oberhalb des Korbs verläuft der Schaft weiter und leitet in einem Kegelstumpf zur rot-weiß lackierten Stahlgitterantenne über.
Zum Bau des Fernsehturms wurden folgende Baumaterialien verwendet: 1430 Tonnen Zement, 5250 Kubikmeter Kies und Sand, 340 Tonnen Beton-Spannstahl, 680 Kubikmeter Holz, 55.000 Stück Klinker und 85.000 Ziegelsteine.
Ein Kubikmeter eingebauter Beton mit rund 2,4 Tonnen Masse setzte sich aus folgenden Bestandteilen zusammen:
| 310 kg  | Zement Z 325 aus Allmendingen |
| 10 kg   | Vauron-Kalk                   |
| 482 kg  | Sand 0/3 entspricht 25,5 %    |
| 427 kg  | Sand 3/7 entspricht 22,5 %    |
| 981 kg  | Kies 7/30 entspricht 52 %     |
| 174 kg  | Wasser (w/z = 0,56)           |
| 2384 kg |                               |

Diese Betonqualität wird als ausgezeichnet angesehen. Der Beton konnte aufgrund der breiigen Konsistenz nur mit Stochern und Klopfen verdichtet werden. Die mittlere Druckfestigkeit nach einem, drei, sieben und 28 Tagen betrug 10,5 / 26,8 / 36,2 und 48 N/mm².

### Fundament

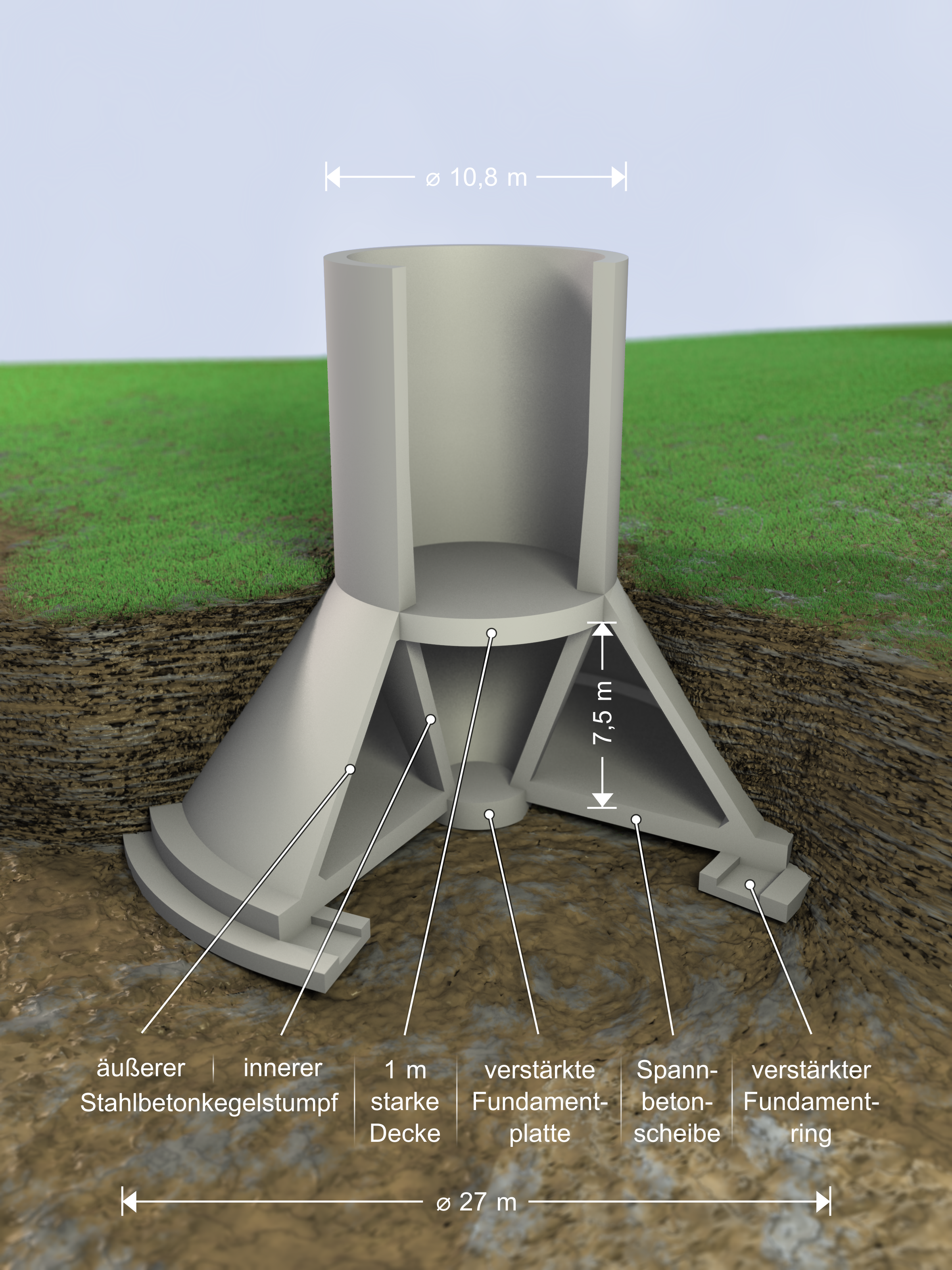
Aufgeschnittene Darstellung des unterirdischen Fundamentfußes

Das insgesamt 8,20 Meter hohe Fundament ist in 7,20 m Tiefe gegründet und wird von zwei Kegelstümpfen gebildet. Der innere, kleinere Stumpf steht invers zum äußeren. Er wurde zur Versteifung des Fundaments eingefügt, ist aus statischen Gründen jedoch nicht zwingend erforderlich. Er stellt das Übergangselement zwischen dem eigentlichen Fundament und dem Schaft dar. Die Schalendicke des äußeren Kegels verbreitert sich von 30 Zentimeter unten auf 60 cm oben; die des inneren Kegels verjüngt sich von unten 45 cm auf oben 30 cm.
Der äußere Hohlraum zwischen den beiden Kegelschalen ist über eine Treppe für Wartungsarbeiten zugänglich. Er dient überdies als Restaurantlager, beherbergt die Kühlanlage des Turms und ist auch über den Aufzug zugänglich. Eine Plattform im Fundamentkörper dient als Zugang zu den unterirdischen Räumen der Nebengebäude, die sich am Fuße des Turms befinden.

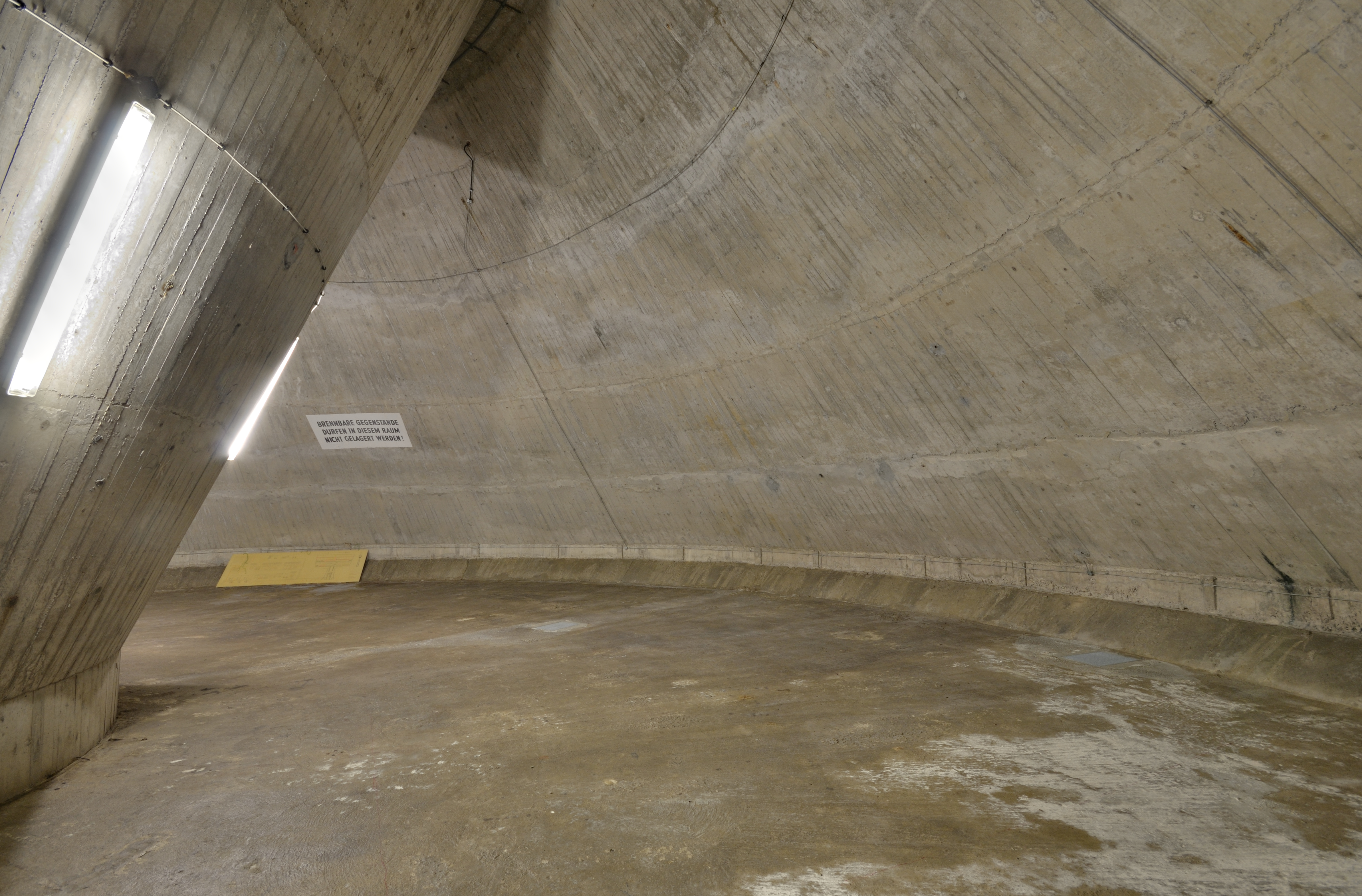
Blick in den Hohlraum zwischen den beiden Fundamentkegeln

Dem 3,25 Meter breiten Ringfundament mit 27 Metern Durchmesser wird durch ein radiales Bündel von vorgespannten Stahldrähten zusätzlich Halt verliehen. Die Drähte sind zum Schutz gegen Korrosion durch Grundwasser in die dünne Bodenplatte einbetoniert. Ohne die Vorspannung würde die Last des Turms das Ringfundament sprengen. Da die Vertikallast bei einer vollen Kreisplatte als Fundament gleichen Durchmessers eine deutlich größere Bodenpressung als bei einer kreisringförmigen erzeugt, kann diese viel stärkeren Winden standhalten. Bei einer Kreisplatte würde eine entsprechend hohe Pressung die Luvseite aufzehren und das Fundament kippen lassen, was den Turm zum Umfallen brächte.
Das 1500 Tonnen schwere Fundament trägt neben der Turmmasse von 3000 Tonnen die Erdlast von 3000 Tonnen. Diese Masseverteilung verschafft dem Stuttgarter Fernsehturm genügend Halt, auch seitlichen Druckkräften standzuhalten, die Winden bis zum fünffachen von Windstärke 12 entsprechen.
Dass das konische Fundament unter die Erde gelegt wurde, hat allerdings auch ästhetische Gründe, da man das schlanke Erscheinungsbild nicht trüben wollte. Bei anderen Fernsehturmbauwerken wie dem Berliner Fernsehturm, dem Moskauer Fernsehturm Ostankino oder dem Düsseldorfer Rheinturm ist die konische Basis ganz oder teilweise oberirdisch und damit sichtbar. Der Fernsehturm Stuttgart ist der erste Stahlbetonturm.

### Turmschaft und Basis

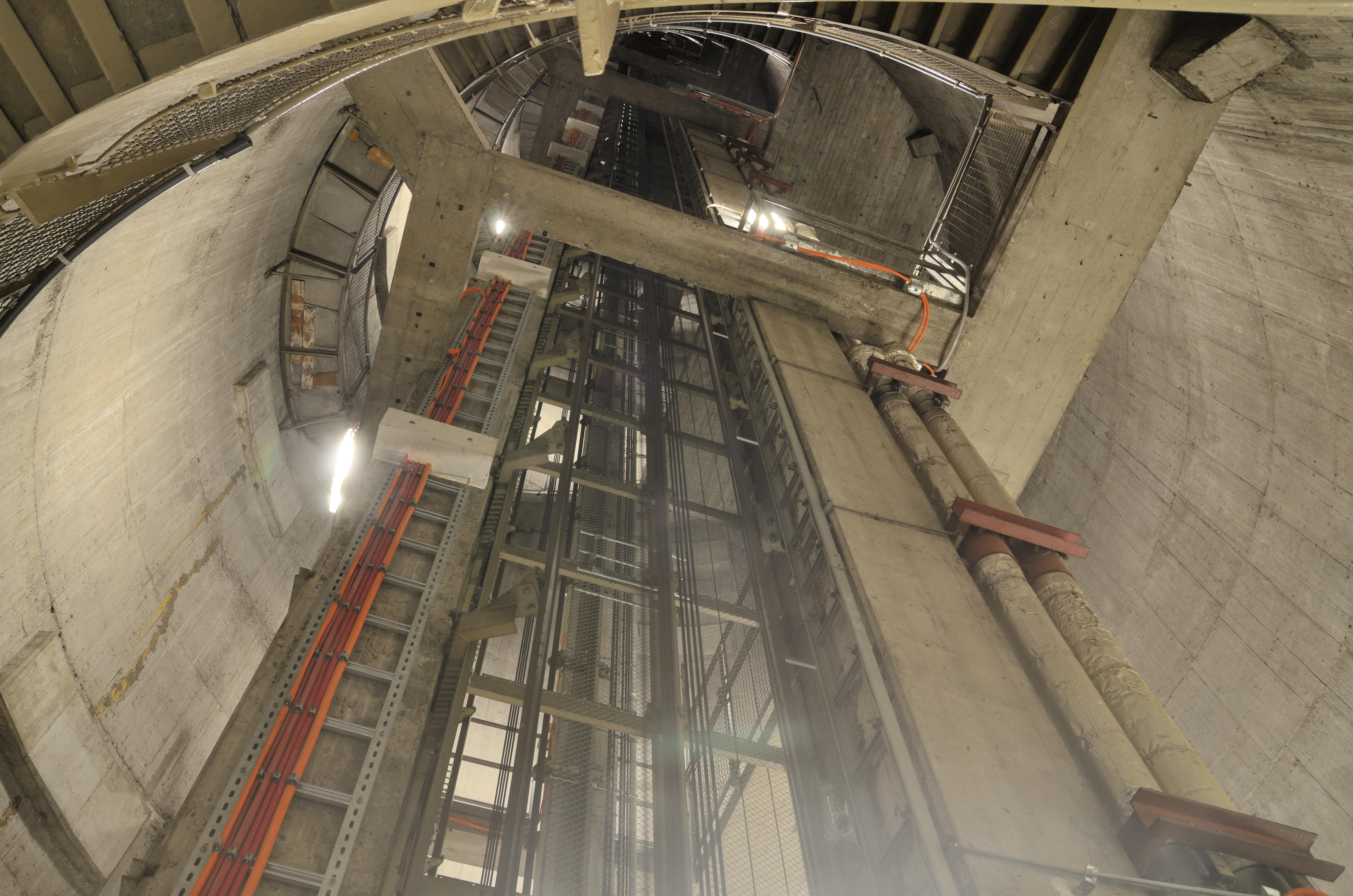
Blick ins Innere des Turmschafts

Der zylindrische Turmschaft verjüngt sich parabolisch nach oben hin. Er weist am Eingang einen Durchmesser von 10,80 Meter und am Korbansatz einen von 5,04 m auf. Der minimale Durchmesser des Schaftes ergab sich aus der Notwendigkeit, im Inneren zwei Aufzüge und eine Nottreppe zu platzieren. Die Wandstärke des Turmschafts vermindert sich von 60 Zentimetern an der Basis bis 19 cm am Ansatz des Turmkorbs. Die geschlossene Röhre beherbergt den Aufzugschacht und die Nottreppe, die von der Basis bis zum Korb 762 Stufen hat.
Die Entscheidung für einen zylindrischen Schaft begründet sich zum einen in dem günstigen Widerstandsbeiwert, der zusammen mit einer glatten Oberfläche dem Wind eine geringe Angriffsfläche bietet. Zum anderen verfügt eine Stahlbetonröhre dieser Form über ein hohes Dämpfungsmaß, das eine durch eine Böe angestoßene Schwingung schnell abklingen lässt. Durch die Reibung der Bewehrungsstäbe, die sich an der Luvseite stärker als der Beton dehnen, wird die Energie aufgezehrt. Die Wandung des Schaftes ist in Abständen von 10 Metern durch Querrahmen ausgesteift. Diese Absetzung ist auch an der Außenseite sichtbar. Jeder zweite Querrahmen hält ein Podest für die Nottreppe. Gleichzeitig halten sie die fünf durchgehenden Betonsäulen, an denen die Führungsschiene der Aufzüge und Versorgungsleitungen angebracht sind.
Nach Nordosten und Südwesten erstrecken sich am Fuße des Turmes niedrige Anbauten. Neben einem Andenkenladen befindet sich dort ein Restaurant mit angegliedertem Biergarten.

### Turmkorb und Antennenspitze
Der viergeschossige Turmkorb des Stuttgarter Fernsehturms besteht in seinem obersten Stockwerk aus einem Zylinder; die unteren Stockwerke sind kegelförmig abgeschrägt. Der Kopf wird von einer 2,35 Meter hohen Kegelstumpfschale gehalten. Diese vorgespannte Schale stützt sich auf 135,8 m am Schaft, auf welche primär die Normalkräfte abgeleitet werden. Die Rippendecke des Turmkopfs wird von 18 Stahlbetonstützen gehalten, die jeweils einen Querschnitt von 14 auf 18 Zentimeter aufweisen. Die Außenhaut des Turmkorbs ist mit Aluminiumtafeln und -profilen verkleidet, um den Windwiderstandsbeiwert und die Windgeräusche in Grenzen zu halten. Diese Gestaltung kontrastiert zu den dunkel erscheinenden Fensterbändern und dem Grau des Turmschaftes und verstärkt den Eindruck, der Korb würde schweben. Diese Form der Fassadengestaltung, die bereits in den USA ihre Anwendung fand, war für Europa völlig neuartig.
Die vier Geschosse des Korbs befinden sich auf 138 m, 141 m, 144 m und 147 m. Das untere, für die Öffentlichkeit nicht zugängliche, ist ein reines Betriebsgeschoss, dort war bis 1974 der Fernsehsender eingebaut. Heute sind hier die Haustechnik, verschiedene Richtfunkstrecken, Anlagen für Mobiltelefone und Sendeanlagen der Polizei untergebracht. In dem darüberliegenden auf 141 m befand sich die Küche, in den beiden oberen Stockwerken auf 144 m und 147 m das Turmrestaurant. Nach der Renovierung der Außenhaut im Jahr 2005 wurde das untere Restaurantgeschoss zu einer Veranstaltungsebene umgebaut, und im obersten Stock ein Café und eine Bar eingerichtet. Das Küchengeschoss befindet sich zurzeit im Rohbauzustand. Die Fassaden der unteren drei Ebenen sind um neun Grad nach außen geneigt, die des vierten Geschosses steht senkrecht. Das Restaurantgeschoss ist dabei nicht drehbar gelagert.
Auf 150,25 Meter Höhe – gleichsam auf dem Dach des Turmkorbs im Außenbereich – befindet sich die untere Aussichtsebene. Zusätzlich zur 1,30 Meter hohen Betonbrüstung schützt ein Stahlgitter die Besucher. Seit der Sanierung 2005 sorgt die installierte Fußbodenheizung dafür, dass der Boden der Aussichtsplattform in den Wintermonaten schnee- und eisfrei bleibt. Über eine Wendeltreppe am Turmschaft ist die obere Aussichtsplattform erreichbar. Diese von Leonhardt als Kinderplattform bezeichnete Aussichtsebene wurde vom Erbauer speziell für Kinder drei Meter über der unteren Plattform konstruiert und ist deutlich kleiner, bietet dafür einen freien Blick über die Brüstung hinweg. Aufgrund der exponierten Lage und der Höhe des Turms sind bei guten Witterungsverhältnissen neben der Sicht auf den Stuttgarter Talkessel auch die Fernsicht auf Schwarzwald, Odenwald und Schwäbische Alb möglich. Die von einigen Medien kolportierte Behauptung, man könne sogar die Alpen sehen, trifft nachweislich nicht zu.
Der Betonschaft ragt bis in eine Höhe von 160,94 m hinauf. Im Bereich ab 156 m befindet sich der Maschinenraum für die beiden Aufzüge. Darüber gibt es einen Treppenaufstieg zum Antennenmast, der ursprünglich 51 m hoch war und seit den 1960er Jahren 55,6 m hoch ist. Zur Kennzeichnung als Luftfahrthindernis befinden sich oberhalb der Kinderplattform Xenonleuchten für die Hindernisbefeuerung. Darüber hinaus sind die Antennen und der Turmschaft mit entsprechender Hindernisbefeuerung ausgestattet.

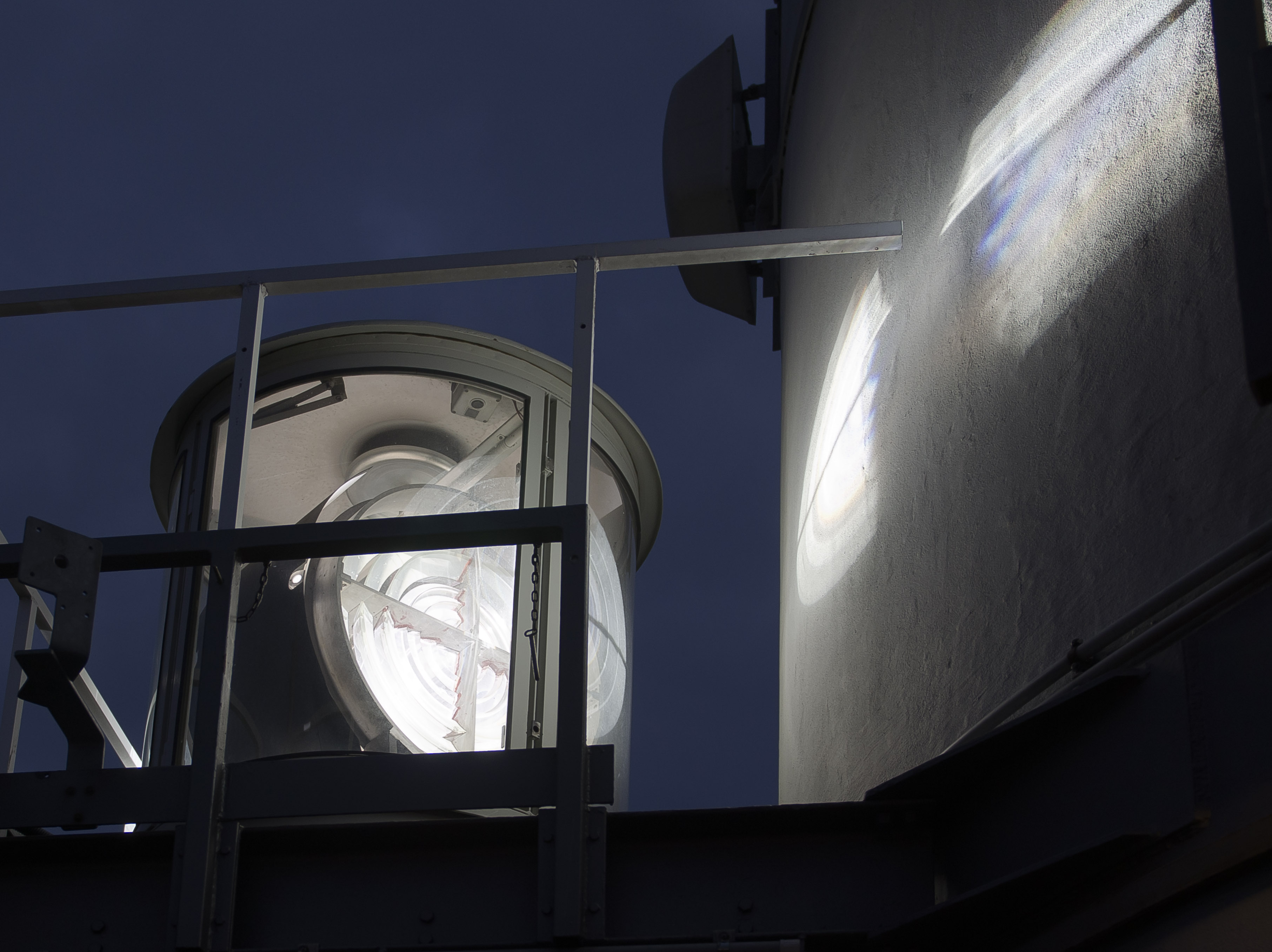
Rotierende Xenonlampe der Hindernisbefeuerung für die Luftfahrt
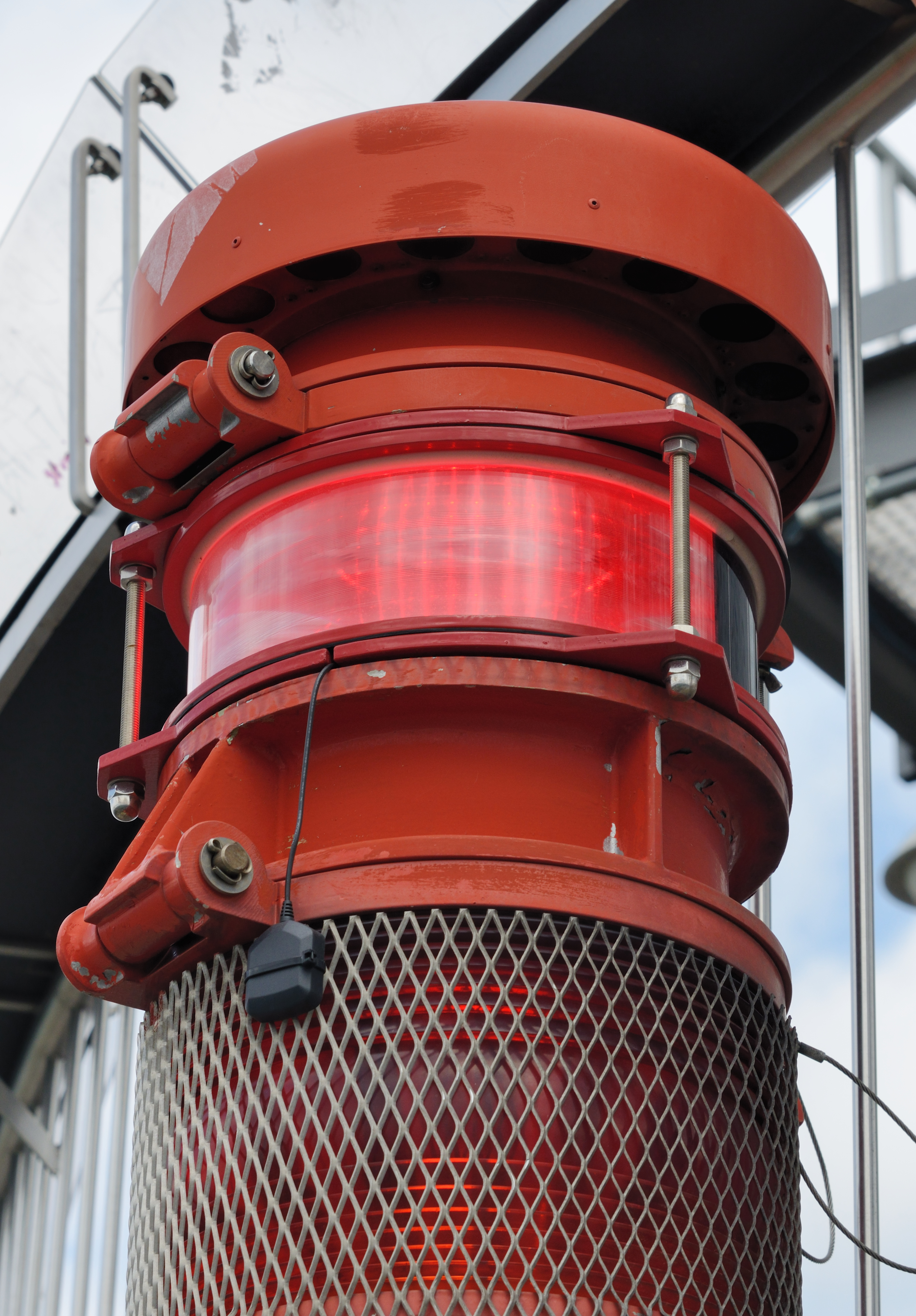
Rote Gefahrenfeuer
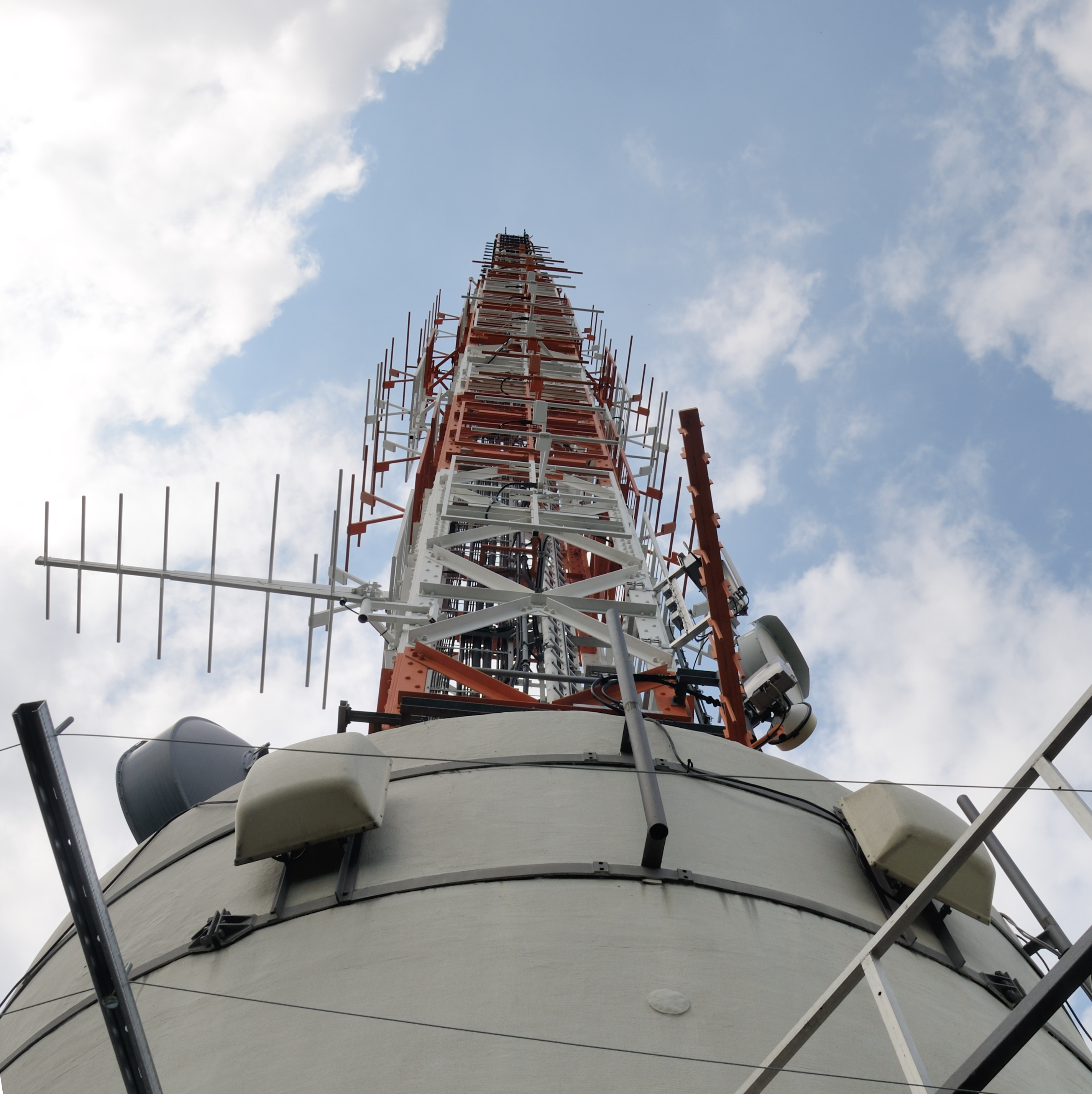
Antennenmast
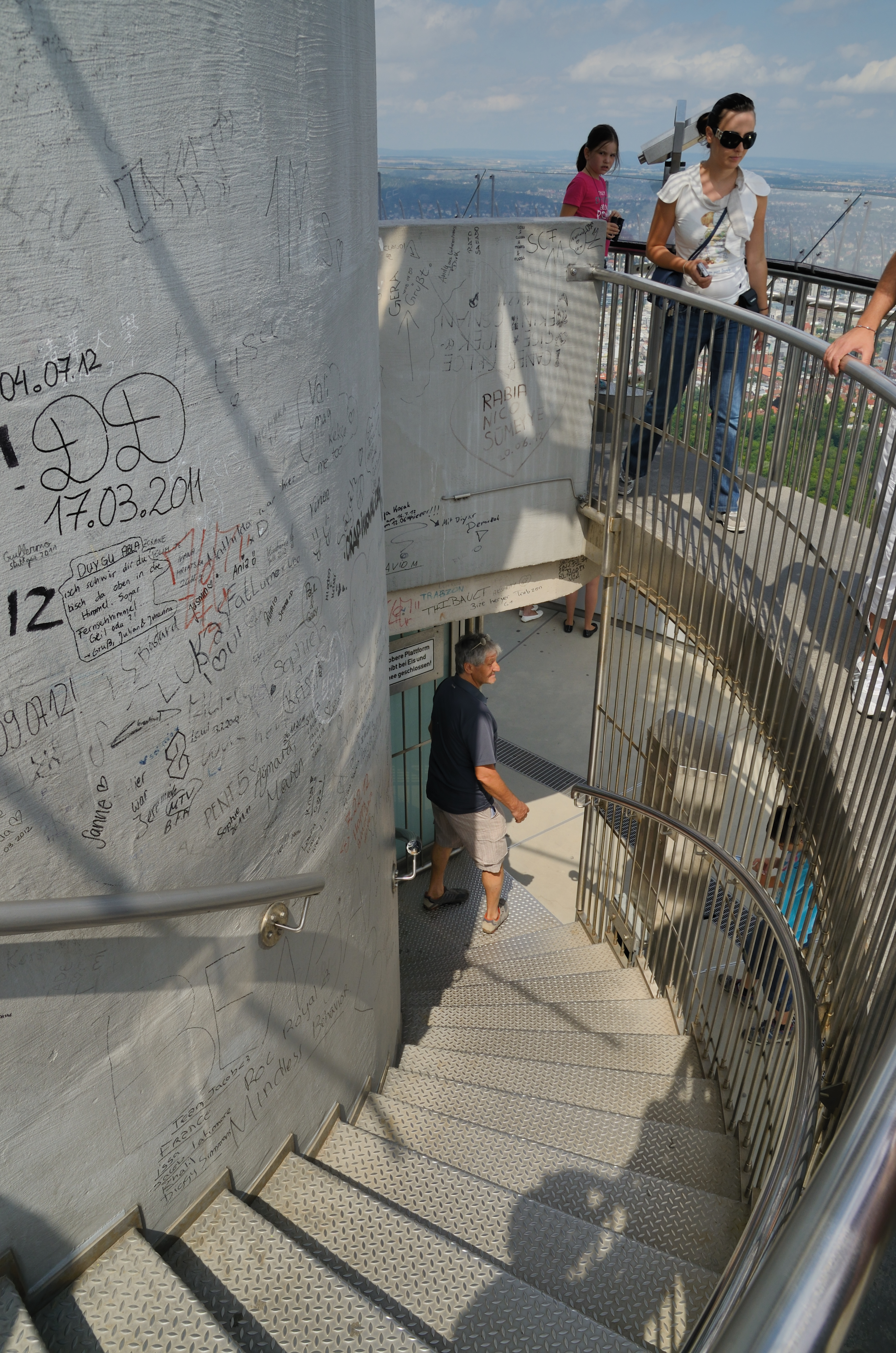
Treppe zwischen Hauptaussichts- und Kinderplattform
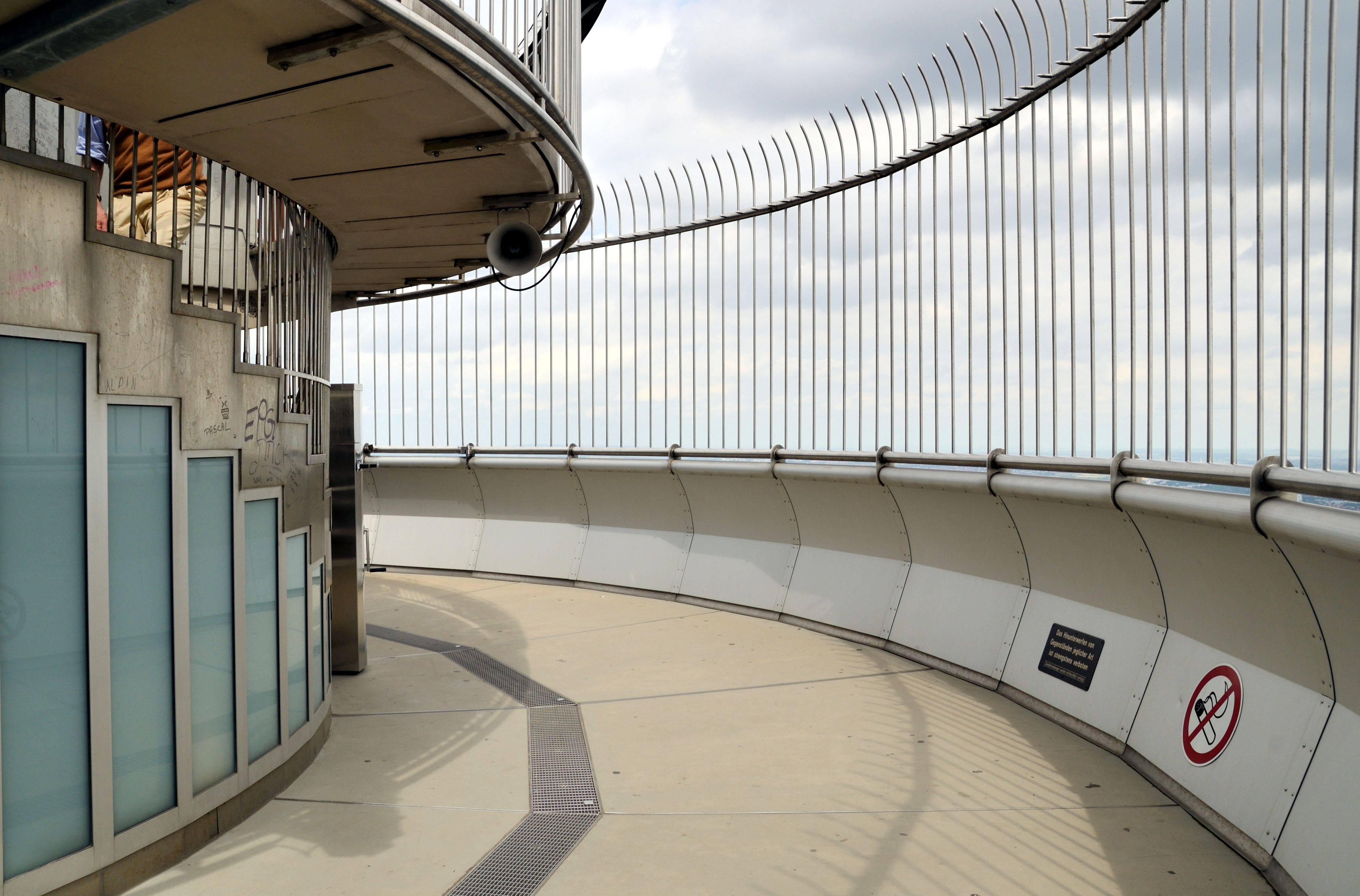
Untere Aussichtsplattform

### Aufzüge

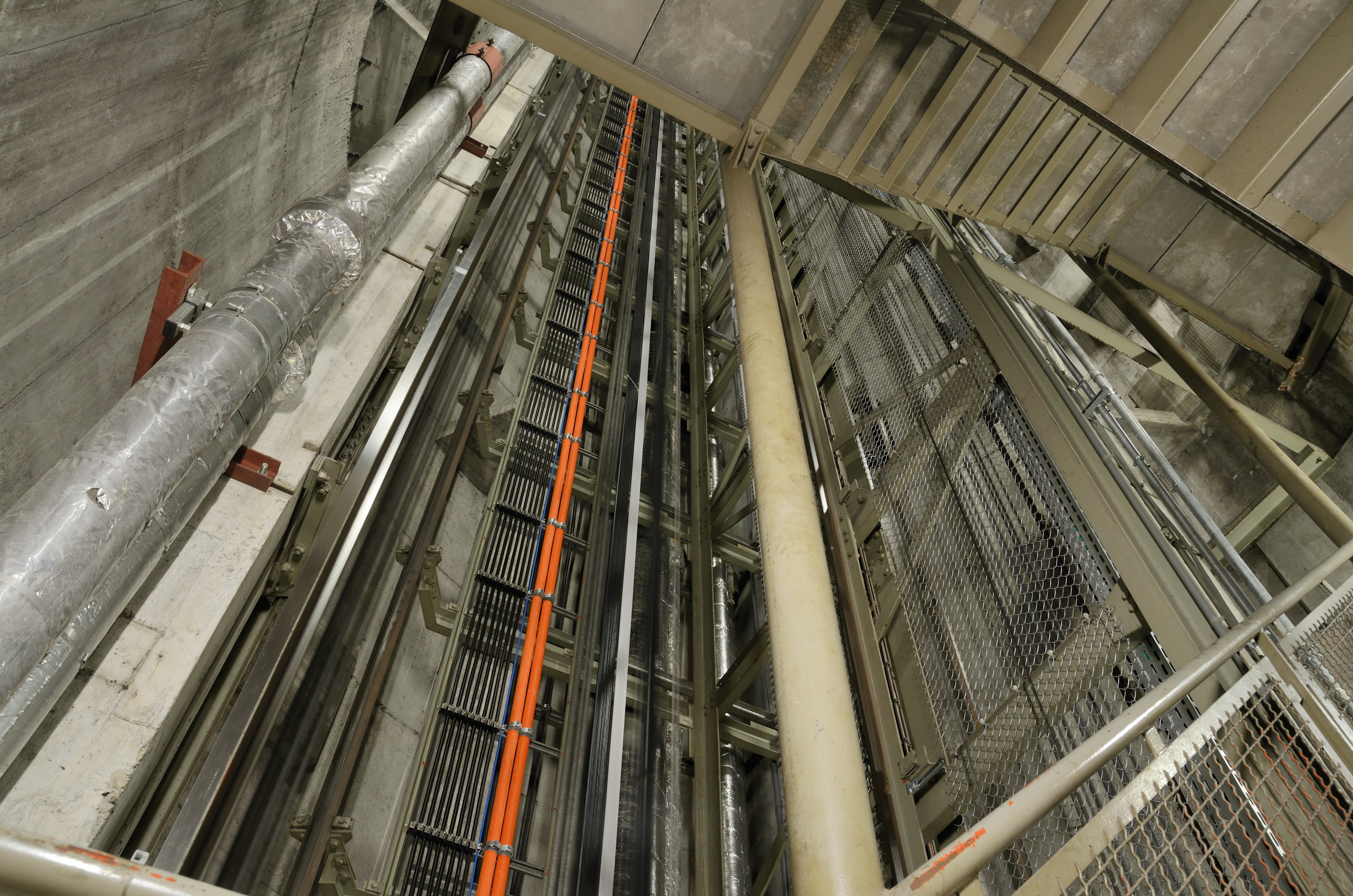
Aufzugschacht im Inneren des Turmschafts

Die zwei Aufzüge im Fernsehturm wurden 1954 von der Stuttgarter Firma Haushahn gebaut. Die mittels eines Seilzugs arbeitenden Vertikalaufzüge haben eine Tragfähigkeit von je 1,2 Tonnen bzw. 16 Personen und befördern die Besucher mit einer Geschwindigkeit von 5,0 m/s, was einer Fahrzeit von der Basis bis zum Aussichtsgeschoss von rund 36 Sekunden entspricht. Eine Modernisierung der Anlage fand 2003 statt. Bei der Eröffnung gehörte die Aufzuganlage des Fernsehturms in Stuttgart zu den schnellsten der Welt. Eine Besonderheit der Aufzüge ist, dass sie im Notfall als Fluchtweg verwendet werden können.
Die Anlage verursacht pro Jahr Stromkosten in Höhe von rund 40.000 Euro. Der Aufzugmaschinenraum befindet sich im obersten Teil des Turmschafts unterhalb des Antennenpodests. Der Aufzug befördert Personen auf alle Ebenen des Turmkorbs und in die unterirdischen Etagen im Fundament. Auf 75 Meter befindet sich eine Wartungsplattform im Inneren des Schaftes, die für den regulären Besucherverkehr nicht angefahren wird.

## Besucherzahlen
Während der ersten zehn Jahre zog der Turm im Schnitt etwa 800.000 Besucher jährlich an, was besonders in den Stoßzeiten an den Wochenenden zu organisatorisch schwer zu bewältigenden Warteschlangen führte. Da die beiden Aufzüge mit vergleichsweise kleinen Kabinen bestückt sind und die Aufnahmekapazität des Aussichtsbereichs verglichen mit anderen Türmen eher gering ist, wäre die Steigerung des Besucherdurchsatzes nicht ohne eine bauliche Veränderung möglich. Bis Ende der 1980er Jahre sank das Jahresmittel der Besucher auf etwa 600.000 – am 24. Oktober 1989 wurde der zwanzigmillionste Besucher begrüßt – und pendelte sich bis Ende der 2000er Jahre auf etwa 300.000 ein. Die niedrigste Besucherzahl hatte der Turm 2005 mit rund 88.000 Besuchern, da das Wahrzeichen von Mai bis November in diesem Jahr wegen Renovierung geschlossen war. Vom 28. März 2013 bis zum 29. Januar 2016 war der Fernsehturm in Stuttgart wegen Brandschutzmängeln geschlossen.
Seit den 2010er Jahren hat sich zunächst der Durchschnitt der Besucher in den Jahren, als der Turm offen war, auf etwa 400.000 eingestellt. Aufgrund der weltweiten COVID-19-Pandemie und der damit einhergehenden Schließungen vieler öffentlicher Bauwerke sank 2020 die Besucherzahl auf 80.000, war aber in den Vorgängerjahren auch schon stark rückläufig aufgrund gestiegener Eintrittspreise.
| Besucherzahlen des Stuttgarter Fernsehturms von 1956 bis 2020 | Besucherzahlen des Stuttgarter Fernsehturms von 1956 bis 2020 | Besucherzahlen des Stuttgarter Fernsehturms von 1956 bis 2020 | Besucherzahlen des Stuttgarter Fernsehturms von 1956 bis 2020 | Besucherzahlen des Stuttgarter Fernsehturms von 1956 bis 2020 | Besucherzahlen des Stuttgarter Fernsehturms von 1956 bis 2020 | Besucherzahlen des Stuttgarter Fernsehturms von 1956 bis 2020 | Besucherzahlen des Stuttgarter Fernsehturms von 1956 bis 2020 | Besucherzahlen des Stuttgarter Fernsehturms von 1956 bis 2020 | Besucherzahlen des Stuttgarter Fernsehturms von 1956 bis 2020 | Besucherzahlen des Stuttgarter Fernsehturms von 1956 bis 2020 | Besucherzahlen des Stuttgarter Fernsehturms von 1956 bis 2020 | Besucherzahlen des Stuttgarter Fernsehturms von 1956 bis 2020 | Besucherzahlen des Stuttgarter Fernsehturms von 1956 bis 2020 |
| Jahr                                                          | Besucher                                                      | Jahr                                                          | Besucher                                                      | Jahr                                                          | Besucher                                                      | Jahr                                                          | Besucher                                                      | Jahr                                                          | Besucher                                                      | Jahr                                                          | Besucher                                                      | Jahr                                                          | Besucher                                                      |
| ------------------------------------------------------------- | ------------------------------------------------------------- | ------------------------------------------------------------- | ------------------------------------------------------------- | ------------------------------------------------------------- | ------------------------------------------------------------- | ------------------------------------------------------------- | ------------------------------------------------------------- | ------------------------------------------------------------- | ------------------------------------------------------------- | ------------------------------------------------------------- | ------------------------------------------------------------- | ------------------------------------------------------------- | ------------------------------------------------------------- |
| 1956                                                          | 876.809                                                       | 1966                                                          | 753.431                                                       | 1976                                                          | 507.705                                                       | 1986                                                          | 437.576                                                       | 1996                                                          | 362.214                                                       | 2006                                                          | 332.542                                                       | 2018                                                          | 385.016                                                       |
| 1957                                                          | 930.549                                                       | 1967                                                          | 656.845                                                       | 1977                                                          | 535.939                                                       | 1987                                                          | 427.538                                                       | 1997                                                          | 321.656                                                       | 2007                                                          | 329.110                                                       | 2019                                                          | 343.278                                                       |
| 1958                                                          | 830.595                                                       | 1968                                                          | 618.912                                                       | 1978                                                          | 509.301                                                       | 1988                                                          | 459.279                                                       | 1998                                                          | 316.549                                                       | 2008                                                          | 298.757                                                       | 2020                                                          | 83.554                                                        |
| 1959                                                          | 779.241                                                       | 1969                                                          | 620.744                                                       | 1979                                                          | 497.019                                                       | 1989                                                          | 434.393                                                       | 1999                                                          | 325.688                                                       | 2009                                                          | 283.515                                                       | 2021                                                          | 80.376                                                        |
| 1960                                                          | 735.254                                                       | 1970                                                          | 648.993                                                       | 1980                                                          | 461.449                                                       | 1990                                                          | 441.311                                                       | 2000                                                          | 333.025                                                       | 2010                                                          | 266.264                                                       | 2022                                                          | 228.931                                                       |
| 1961                                                          | 855.443                                                       | 1971                                                          | 623.563                                                       | 1981                                                          | 434.736                                                       | 1991                                                          | 396.549                                                       | 2001                                                          | 331.650                                                       | 2011                                                          | 307.254                                                       |                                                               |                                                               |
| 1962                                                          | 683.975                                                       | 1972                                                          | 540.807                                                       | 1982                                                          | 379.881                                                       | 1992                                                          | 334.293                                                       | 2002                                                          | 284.854                                                       | 2012                                                          | 331.381                                                       |                                                               |                                                               |
| 1963                                                          | 649.109                                                       | 1973                                                          | 521.048                                                       | 1983                                                          | 367.598                                                       | 1993                                                          | 299.752                                                       | 2003                                                          | 309.100                                                       | 2013–15                                                       | geschlossen                                                   |                                                               |                                                               |
| 1964                                                          | 659.325                                                       | 1974                                                          | 515.107                                                       | 1984                                                          | 408.660                                                       | 1994                                                          | 304.947                                                       | 2004                                                          | 278.522                                                       | 2016                                                          | 529.524                                                       |                                                               |                                                               |
| 1965                                                          | 779.244                                                       | 1975                                                          | 497.925                                                       | 1985                                                          | 410.574                                                       | 1995                                                          | 295.829                                                       | 2005                                                          | 88.141                                                        | 2017                                                          | 460.274                                                       |                                                               |                                                               |

## Eigentumsverhältnisse
Obwohl in der Planungszeit zwischen der Stadt und dem SDR keine Einigung über die Finanzierung erzielt werden konnte, gründeten beide Parteien noch während der Bauphase am 22. August 1955 – einen Tag vor dem Richtfest – eine Fernsehturm-Betriebs-GmbH (FTB), die zu 70 % dem SDR und zu 30 % der städtischen Ausstellungsgesellschaft – später Stuttgarter Messe- und Kongress GmbH – gehörte. Als Minderheitengesellschafterin trug die Ausstellungsgesellschaft damit kein wirtschaftliches Risiko im Falle von Verlusten. Zu dieser vertraglichen Konstellation kam es, da der SDR auf die Erfahrung der Gesellschaft im Fremdenverkehrswesen nicht verzichten wollte.
In die Verantwortung der FTB fiel die wirtschaftliche Verwertung des Bauwerks, wozu die Vermietung und Verpachtung der Räume im Gastronomiebereich ebenso gehörten wie der Verkauf von Werbeflächen, der Betrieb von Automaten, der Fernrohre und der Betrieb der Aussichtsplattformen. Davon getrennt waren die Bereiche des Turms, die zur Ausstrahlung der Rundfunk- und Fernsehprogramme diente, wie die Antennenanlage und Technikräume. Diese werden von der Rundfunkanstalt selbst betrieben. Mit Wirkung vom 1. Januar 1984 übertrug der SDR seinen Beteiligungsanteil an die Rundfunkwerbung Stuttgart GmbH, die am 16. Dezember 1991 in eine Holding zusammengefasst wurde. Durch die Fusion des Süddeutschen Rundfunks (SDR) mit dem Südwestfunk (SWF) am 22. September 1998 zur neuen Rundfunkanstalt Südwestrundfunk (SWR) wurde die SWR Holding GmbH Eigentümerin des Stuttgarter Fernsehturms. Von Seiten der Stadt ging der Anteil der FTB am 5. Dezember 2003 auf die Stuttgart Marketing GmbH über.
Eigentümer ist mittlerweile der Südwestrundfunk, Betreibergesellschaft ist die SWR Media Services GmbH, eine 100-prozentige SWR-Tochtergesellschaft. Das Eigentumsverhältnis ist eine Besonderheit in Deutschland, da der Stuttgarter Fernsehturm zu den wenigen gehört, die nicht von der Deutschen Funkturm, einer Tochter der Deutschen Telekom, sondern von der Tochtergesellschaft einer Rundfunkanstalt betrieben wird.

## Rezeption

### Architektonische Einordnung und Bedeutung
Vor dem Stuttgarter Fernsehturm gab es vor allem nur zwei wenig variierte Bauwerkstypen für Sendeantennen: Zum einen die abgespannten Sendemasten, die aufgrund des entsprechenden Flächenbedarfs durch die am Boden befestigen Stahlseile zur Sicherung meist in ländlichen Regionen vorkommen, zum anderen die selbsttragenden Fachwerktürme wie der Eiffelturm oder der Berliner Funkturm.
Mit dem Bau des Stuttgarter Stahlbetonturms wurde eine weltweite Turmbauwelle ausgelöst, die ebenfalls auf Stahlbeton als Baustoff setzt und den Turmkopf mit einem Zuschauerbereich versieht. Meist enthalten diese Türme ebenfalls getrennte Restaurant- und Aussichtsebenen. Oft wurde durch eine individuelle Gestaltung des Turmkorbs versucht, dem Turm einen eigenen Charakter zu verleihen. Es gibt Fernsehtürme, die sich sehr stark an der Architektur des Stuttgarter Vorbildes orientieren. Zu den ersten gehört der erste Fernsehturm der DDR, der 1959 fertiggestellte Fernsehturm Dequede. Bereits 1956 hatten DDR-Funktionäre die Baustelle in Stuttgart besichtigt.

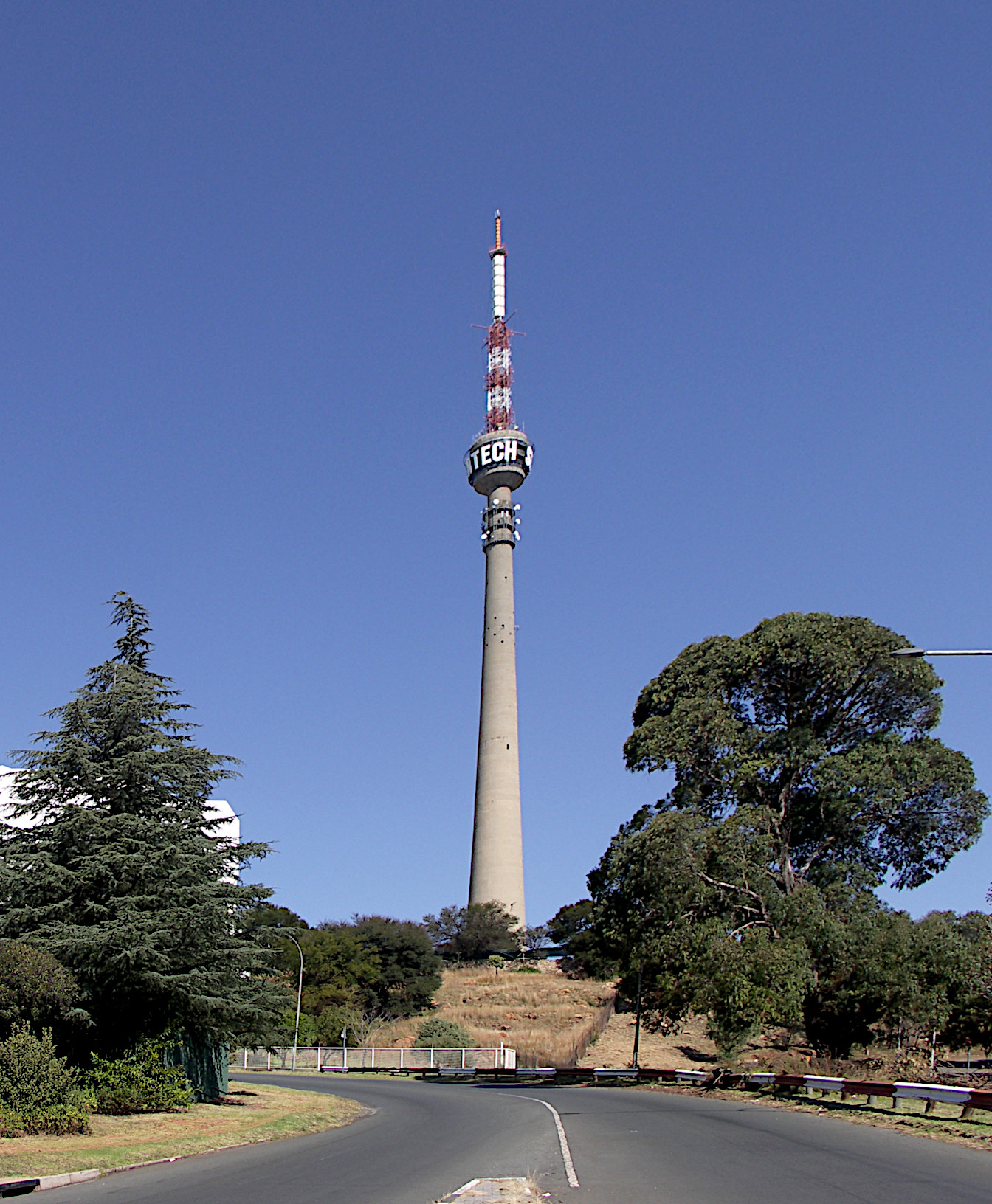
Der Sentech Tower imitiert die Form des Stuttgarter Vorbilds

Der in den Jahren 1958 bis 1962 in Johannesburg erbaute Sentech Tower kopiert die Form des Turmkorbs nahezu. Auch die Stahlgitterantenne hat eine auffällige Ähnlichkeit zur Bauweise in Stuttgart. Da er bei der Verjüngung des Schafts auf den parabolischen Anlauf verzichtet, wirkt er im Gegensatz zum Stuttgarter Fernsehturm an der Basis deutlich dicker und insgesamt weniger filigran als sein Stuttgarter Vorbild. Die mittlerweile angebrachte Werbeaufschrift auf dem Turmkorb kaschiert die starke Ähnlichkeit heutzutage. Deutliche Anleihen beim Stuttgarter Wahrzeichen lässt der Fernsehturm Guishan im chinesischen Wuhan erkennen. Für die Planung des chinesischen Fernsehturms wurde Fritz Leonhardt 1985 beratend hinzugezogen.
Beim Turmbau der Space Needle in Seattle zur Weltausstellung 1962 „Century 21 Exposition“ ließen sich die Verantwortlichen ebenfalls durch den Stuttgarter Fernsehturm inspirieren. Zwar ist die expressive und eigenständige Architektur nicht mit der in Stuttgart vergleichbar. Das Konzept eines Turmrestaurants und die Tatsache, dass sich dieses Konzept auch wirtschaftlich auszahlte, spielte als Idee jedoch eine entscheidende Rolle beim Bau des amerikanischen Aussichtsturms, der zum Wahrzeichen der Weltausstellung und der Stadt wurde.
Ausgehend von der Formgebung des Stuttgarter Fernsehturms wurden spätere Fernseh- und Aussichtstürme in ihren geometrischen Grundformen variiert, besonders die Turmkörbe und Plattformen ließen den meisten Spielraum für Änderungen zu. Der Stuttgarter Turm wird wegen seiner Eleganz und harmonischen Linienführung als architektonisches Vorbild angesehen. Selbst in der Fachwelt wird er manchmal als „der schönste Fernsehturm der Welt“ beschrieben.
Die Publizistin Clara Menck fasste die Ästhetik des Stuttgarter Fernsehturms zusammen:

„Er ist im Vergleich zu den Nachfolgern mehr Architektur, weniger technisches Gerät, seine Silhouette bringt nicht wie fast alle anderen […] ein Stück Science-Fiction in die Natur, er wirkt selbstverständlich, scheint sogar organisch zur Landschaft zu gehören.“

Nach dem von Louis Sullivan begründeten Leitsatz „Form folgt Funktion“ gilt es als schwer, für Fernmelde- oder Fernsehtürme eine grundlegend andere Form als die vom Stuttgarter Fernsehturm begründete zu finden. Die meisten Fernsehtürme in den nachfolgenden Jahrzehnten variierten nur die Form des Turmkorbs. Dabei wurde das sich auf seine Hauptelemente beschränkende Stuttgarter Vorbild vielfach an Höhe, nach Meinung von Fachleuten aber selten an Einfachheit, Klarheit und Eleganz übertroffen.

### Symbolcharakter in der Gesellschaft

Historisches SDR-Signet

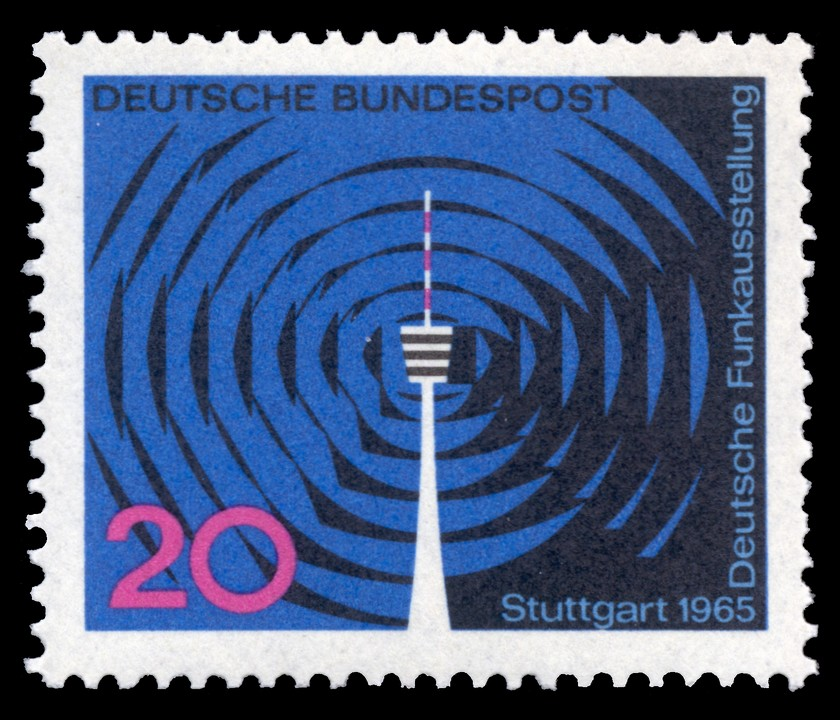
Briefmarke von 1965 zur Deutschen Funkausstellung in Stuttgart

Der Fernsehturm in Stuttgart stieg, wie viele andere Türme, zu einem weltweit bekannten Symbol für die Stadt und ihre Region auf.
Eine besonders starke Identifikation mit dem Bauwerk zeigte der SDR, der ihn als Bildmarke bereits 1954 aufnahm. Das von Anton Stankowski geschaffene Signet zeigt den Turm als linienabstrahierte Grafik. In einem Kreis unterbrechen drei horizontale, parallele Balken, die für den Turmkorb stehen, den vertikalen Strich, der als Durchmesser des Kreises für den Schaft steht. Das Symbol charakterisiert den Fernsehturm und soll ihn schnell erkennbar werden lassen. Mit der Fusion 1998 zum SWR wurde es als Teil des Sender-Logos aufgegeben. Bis heute verwendet der Sender in seinen Ausgaben der Landesschau den Fernsehturm als Bild und Symbol.
Im Jahr 2011 erhielt der Fernsehturm in Anlehnung an das historische SDR-Logo eine leicht abgewandelte Variante des Signets als Bildmarke. Dazu wurde die Wortmarke „Fern-Seh-Turm“ in drei Zeilen abgesetzt geschaffen, die neben dem Bildlogo angeordnet ist.
Im Rahmen der Deutschen Funkausstellung in Stuttgart 1965 symbolisierte der Fernsehturm die Veranstaltung auf einer Briefmarke der Deutschen Bundespost. Die am 28. Juli mit einer Auflage von 30 Millionen Stück erschienene Marke (Michel-Nummer 481) mit einem Frankaturwert von 20 Pfennig wurde vom Grafiker Heinz Schillinger gestaltet und zeigt den Stuttgarter Fernsehturm, Wellen in Blautönen aussendend.

## Frequenzen und Programme

### Analoges Radio (UKW)
Beim Antennendiagramm sind im Falle gerichteter Strahlung die Hauptstrahlrichtungen in Grad angegeben.
| Kanal (MHz) | Logo | Sendername             | RDS (PS) | RDS (PI) | Regionalisierung  | ERP (kW) | Antenne | Pol |
| ----------- | ---- | ---------------------- | -------- | -------- | ----------------- | -------- | ------- | --- |
| 87,90       |      | Deutschlandfunk Kultur | Dlf_Kult | D220     | –                 | 1        | rund    | H   |
| 90,10       |      | SWR4 Baden-Württemberg | _SWR4_S_ | D904     | Radio Stuttgart   | 100      | rund    | H   |
| 90,80       |      | Dasding (SWR)          | DASDING_ | D3A5     | –                 | 5        | rund    | H   |
| 92,20       |      | SWR3                   | __SWR3__ | D3A3     | Württemberg       | 100      | rund    | H   |
| 94,70       |      | SWR1 Baden-Württemberg | SWR1_BW_ | D301     | –                 | 100      | rund    | H   |
| 105,70      |      | SWR Kultur             | SWR_Kult | D3A2     | Baden-Württemberg | 100      | rund    | H   |

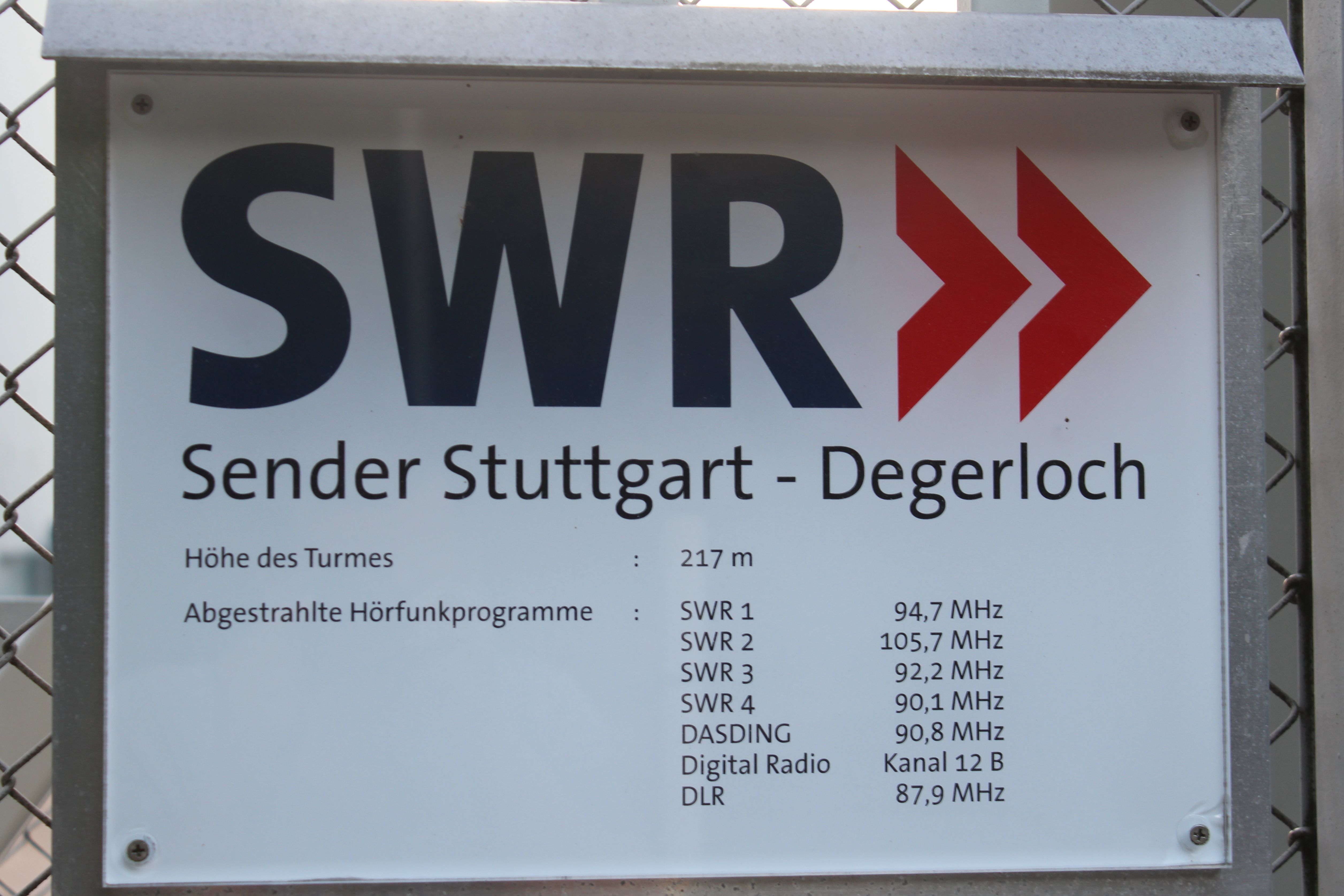
Informationstafel über die abgestrahlten Programme am Eingang zum Senderbereich

Im Zuge der Einführung des damaligen Programmes S4 Baden-Württemberg am 1. Januar 1991 kam es zu einem Rechtsstreit zwischen dem Süddeutschen Rundfunk und der Landesanstalt für Kommunikation Baden-Württemberg. Die Frequenz 90,1 MHz, die zuvor mit dem Programm S2 Kultur belegt war, strahlte seit dem Sendestart von S4 Baden-Württemberg ebendieses Programm aus, während S2 Kultur fortan über die Frequenz 87,9 MHz ausgestrahlt wurde. Diese erheblich leistungsschwächere Frequenz konnte jedoch das Versorgungsgebiet nicht vollständig abdecken und so entstand eine Versorgungslücke von 150.000 Menschen im Raum Stuttgart, die das Programm S2 Kultur nicht mehr empfangen konnten. Daraufhin versuchte der SDR, neben weiteren Frequenzen auch die Frequenz 105,7 MHz, die von der LFK Baden-Württemberg für ein privates Rundfunkprogramm geplant war, einzuklagen und berief sich dabei auf den Grundversorgungsauftrag. Der Verwaltungsgerichtshof Baden-Württemberg gab am 30. August 1994 dem Süddeutschen Rundfunk recht; das Urteil wurde vom Bundesverwaltungsgericht am 19. Juli 1995 bestätigt.
Die analoge Ausstrahlung von SWRinfo (91,5 MHz, 300 W) erfolgt vom Funkhaus in der Neckarstraße. Die privaten Programme Antenne 1, bigFM und Die Neue 107.7 sowie AFN werden vom Stuttgarter Fernmeldeturm aus abgestrahlt.

### Digitales Radio (DAB)
DAB wird in vertikaler Polarisation und im Gleichwellenbetrieb mit anderen Sendern ausgestrahlt.
| Block                  | Programme (Datendienste) | ERP (kW) | Antennendiagramm rund (ND), gerichtet (D) | Polarisation horizontal (H)/ vertikal (V) | Gleichwellennetz (SFN) |
| ---------------------- | --- | -------- | ----------------------------------------- | ----------------------------------------- | --- |
| 9D SWR BW N (D__00234) | DAB+ Block des Südwestrundfunks SWR1 BW (112 kbps) - SWR Kultur (128 kbps) - SWR3 (Rheinland bis Bodensee) (112 kbps) - SWR4 HN (Studio Heilbronn) (112 kbps) - SWR4 KA (Studio Karlsruhe) (112 kbps) - SWR4 MA (Studio Mannheim) (112 kbps) - SWR4 S (Studio Stuttgart) (112 kbps) - SWR4 UL (Studio Ulm) (112 kbps) - SWR Aktuell (72 kbps) - DASDING (112 kbps) - EPG (24 kbps) - TPEG (16 kbps) | 10       | ND                                        | V                                         | Aalen, Baden-Baden (Merkur), Bad Mergentheim (Löffelstelzen), Buchen (Odenwald), Ettlingen (Wattkopf), Geislingen (Oberböhringen), Hardberg, Heidelberg (Königstuhl), Heilbronn (Weinsberg), Herbrechtingen, Langenburg, Mannheim-Oststadt, Mühlacker, Murgtal (Draberg), Pforzheim (Langenbrand), Schwäbisch Gmünd, Stuttgart (Fernsehturm), Stuttgart (Funkhaus), Waldenburg (Friedrichsberg), Weinheim (Hirschkopf), Wertheim (Schloßberg) |

### Fernsehen

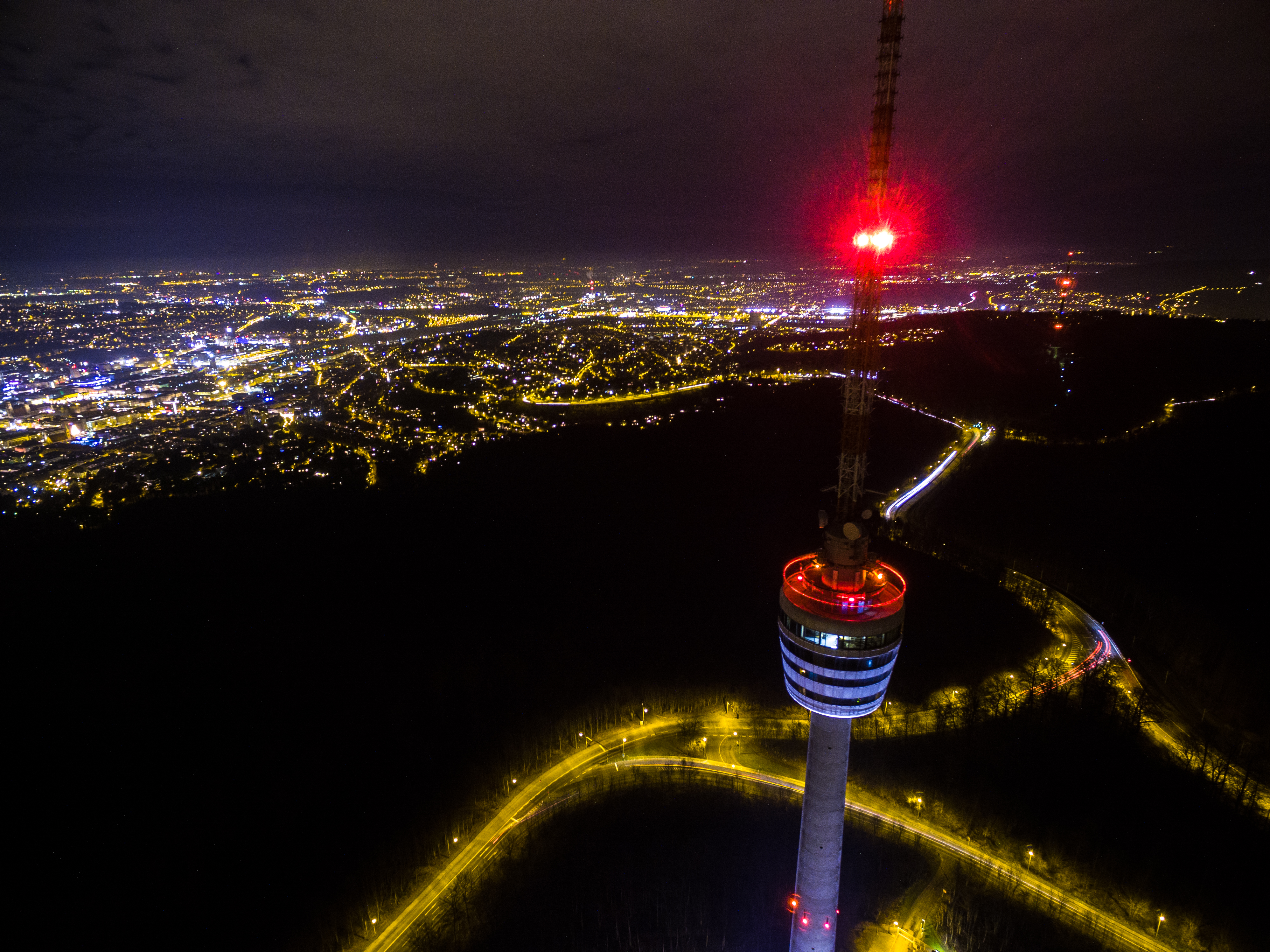
Fernsehturm und Antenne bei Nacht, im Hintergrund die Stuttgarter Innenstadt

Seit dem 25. Juli 2006 werden vom Stuttgarter Fernsehturm nur noch UKW- und DAB-Hörfunkprogramme abgestrahlt. Zuvor wurde das Fernsehprogramm Das Erste verbreitet. Da zur Ausstrahlung von Programmen im DVB-T-Standard ein aufwändiger Austausch der Fernsehantenne notwendig gewesen wäre, verzichtete der SWR auf die Ausstrahlung seiner Bouquets vom Fernsehturm und verlagerte diese zum Standort Stuttgart-Frauenkopf der Deutschen Telekom.
Daten des zuvor hier abgestrahlten Programms Das Erste (SWR):
| Kanal | Frequenz (MHz) | Programm        | ERP (kW) | Diagramm rund (ND)/ gerichtet (D) | Polarisation horizontal (H)/ vertikal (V) |
| ----- | -------------- | --------------- | -------- | --------------------------------- | ----------------------------------------- |
| 11    | 217,25         | Das Erste (SWR) | 100      | ND                                | H                                         |